# Friedrich I. (HRR)

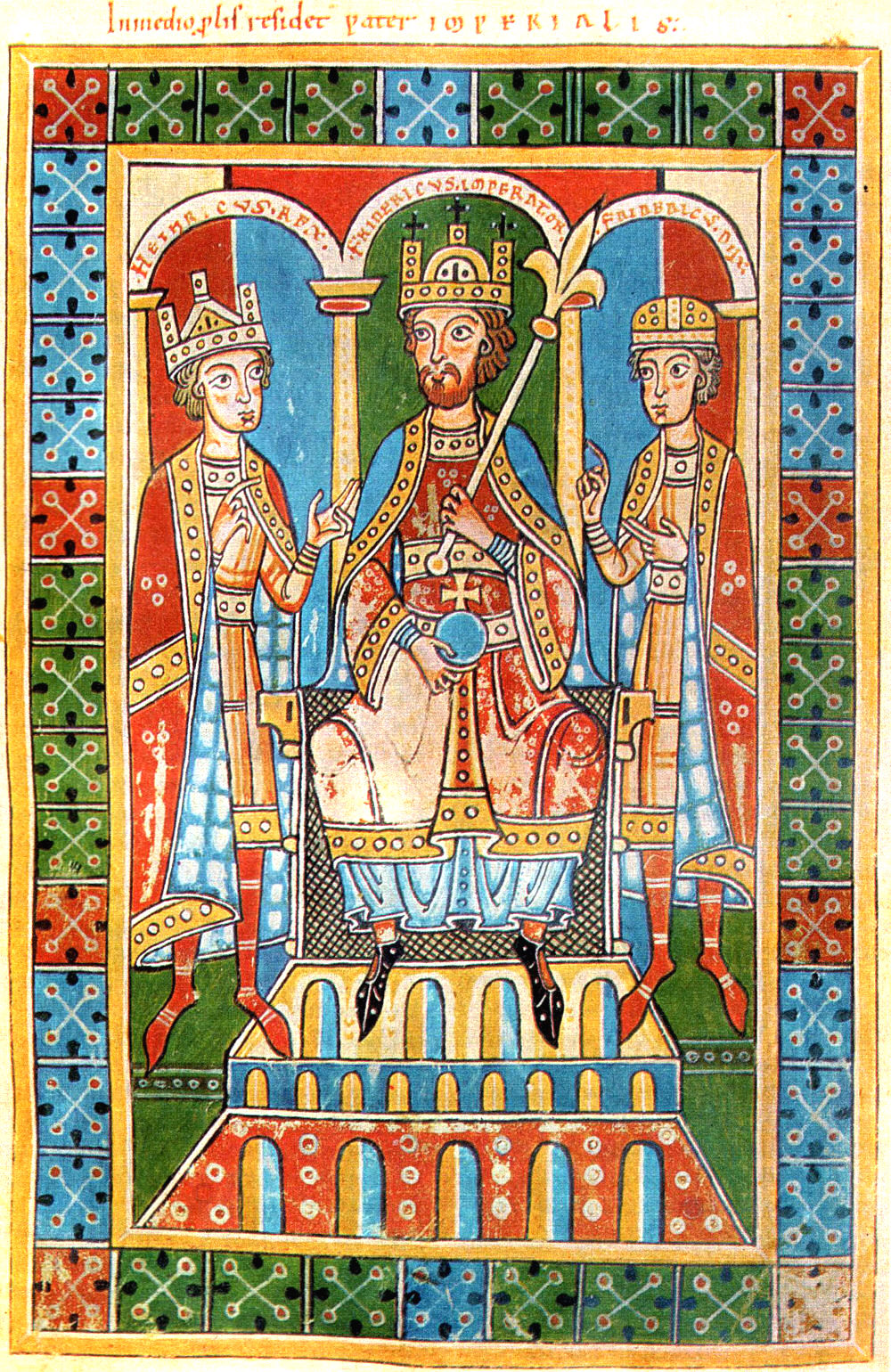
Der thronende Kaiser Friedrich Barbarossa mit Bügelkrone, Reichsapfel und Szepter zwischen seinen Söhnen Heinrich VI., der bereits die Königskrone trägt (links), und Friedrich von Schwaben mit Herzogshut. Miniaturmalerei aus der Historia Welforum, zwischen 1185 und 1195. Fulda, Hessische Landesbibliothek, Cod. D. 11, fol. 14r.

Friedrich I., genannt Barbarossa (italienisch für „Rotbart“) (* um 1122; † 10. Juni 1190 im Fluss Saleph nahe Seleucia, Kleinarmenien), aus dem Adelsgeschlecht der Staufer war von 1147 bis 1152 als Friedrich III. Herzog von Schwaben, von 1152 bis 1190 römisch-deutscher König und von 1155 bis 1190 Kaiser des römisch-deutschen Reiches.
Barbarossas Wahl war die Folge eines Interessenausgleichs mehrerer Fürsten. Die wohl bedeutendste Rolle spielte dabei sein Vetter Heinrich der Löwe, der als Folge der Absprachen eine königgleiche Stellung in Norddeutschland aufbauen konnte. Seine langjährige Förderung durch den König missachtete jedoch das Gleichgewicht hocharistokratischer Familienverbände und ließ Heinrich schließlich zum Störfaktor für die übrigen Reichsfürsten werden.
Barbarossas Herrschaft war zudem vom Doppelkonflikt mit dem lombardischen Städtebund und dem Papsttum geprägt. In einer Gesellschaft, in der Ehre (honor) den sozialen Rang bestimmte, führten Ehrverletzungen und der daraus resultierende Zwang zur Rache zu jahrzehntelangen Konflikten. In den Auseinandersetzungen zwischen den oberitalienischen Städten versuchte Barbarossa eine Vermittlerrolle einzunehmen. Er scheiterte jedoch, zog sich den Vorwurf der Parteilichkeit zu und konnte die traditionellen Herrscheraufgaben der Friedens- und Rechtswahrung nicht ausüben. Die Weigerung einiger Städte, sich dem kaiserlichen Gericht zu stellen, musste angesichts des Konzepts der „Ehre des Reiches“ (honor imperii) aber auch zur Bestätigung des kaiserlichen Herrschaftsanspruchs gesühnt werden. Nachdem Tortona und Mailand zerstört worden waren, beabsichtigte Barbarossa die Königsherrschaft im Regnum Italicum grundsätzlich neu zu ordnen. Alte Hoheitsrechte des Reiches wurden wieder beansprucht oder neu definiert und schriftlich fixiert. Alle Gerichtshoheit und Amtsgewalt sollte vom Reich ausgehen. Die Einsetzung kaiserlicher Verwalter und die umfassende finanzielle Nutzung der dem Kaiser zugesprochenen Regalien trafen jedoch auf den Widerstand der Städte. Sie hatten Regalien und Jurisdiktionsrechte längst schon gewohnheitsrechtlich wahrgenommen.
Anders als noch in salischer Zeit führten der Konflikt mit dem Papst und die Exkommunikation des Kaisers nicht zur Entstehung einer größeren Oppositionsbewegung im nördlichen Reichsteil. Erst nach der Niederlage des kaiserlichen Heeres in der Schlacht von Legnano 1176 wurde das jahrzehntelange Schisma im Frieden von Venedig und der Konflikt mit den Kommunen im Konstanzer Frieden 1183 beendet. Heinrich der Löwe hatte sich geweigert, dem Kaiser 1176 im Kampf gegen die lombardischen Städte beizustehen; auf Bestreben der Fürsten wurde er gestürzt und musste ins Exil gehen.
Schon vor seiner Königsherrschaft hatte Barbarossa von 1147 bis 1149 am Kreuzzug seines königlichen Onkels Konrad III. teilgenommen. In seinen letzten Jahren bereitete er nach der Niederlage des Königs von Jerusalem, Guido von Lusignan, gegen Saladin 1187 einen weiteren Kreuzzug vor. Am 11. Mai 1189 brach der Kaiser auf, doch er ertrank dreizehn Monate später kurz vor seinem Ziel.
Der Beiname „Barbarossa“ („Rotbart“) wurde erst im 13. Jahrhundert fester Namensbestandteil. Im Rahmen der deutschen Nationalbewegung des 19. Jahrhunderts entwickelte sich Friedrich Barbarossa zum nationalen Mythos. Mit der Sage vom Kaiser, der im Kyffhäuser schläft und auf bessere Zeiten wartet, wurde die Hoffnung auf die nationale Einheit verbunden.

## Leben

### Herkunft und Aufstieg der Staufer

Ausschnitt aus der Stammtafel Barbarossas

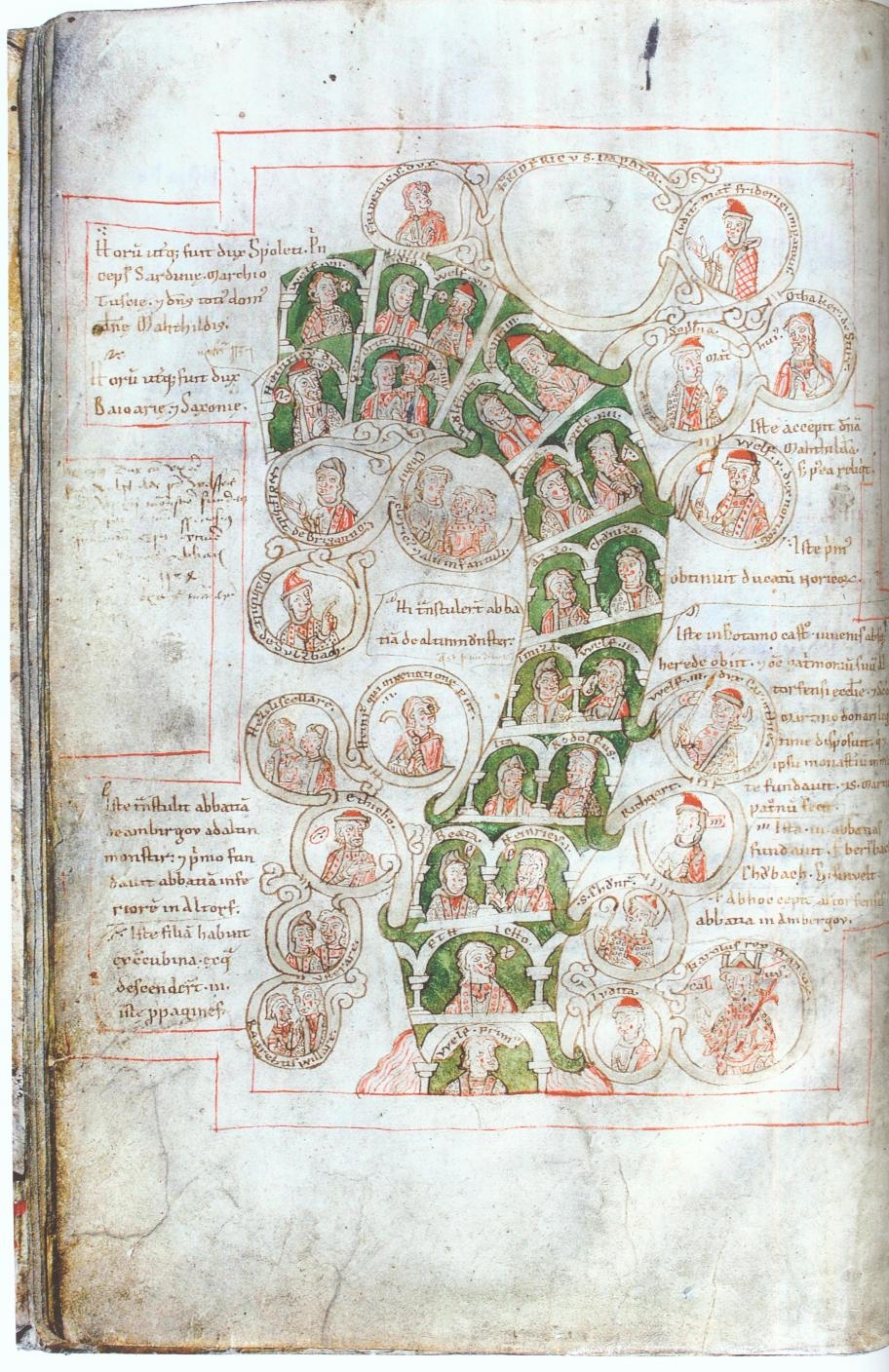
Die älteste erhaltene Darstellung eines mittelalterlichen Adelsgeschlechtes entstand wohl in der welfischen Grablege, dem Kloster Weingarten, in den letzten Jahrzehnten des 12. Jahrhunderts. Ganz oben rechts erscheint mit der Welfin Judith die Mutter Friedrich Barbarossas. Die übergroße Darstellung des Kaisers selbst wurde nicht ausgeführt. Die „Ecksteinfunktion“ Barbarossas zwischen Staufern und Welfen suggeriert, dass es ab Friedrich die Staufer sind, die den Welfenstamm fortsetzen. Fulda, Hochschul- und Landesbibliothek, Handschrift D 11, fol. 13v (Kat.-Nr. II.A.20)

Friedrich entstammte dem adligen Geschlecht der Staufer. Dieser Name ist jedoch eine Begriffsfindung der Historiker aus dem 15. Jahrhundert. Die Ahnen väterlicherseits waren unbedeutend und wurden nicht überliefert. Abstammung und Herkunft der Familie sind bis heute ungeklärt. Der Familie gelang es durch konsequente Nutzung von Klostervogteien, kluge Inanspruchnahme der Ministerialität und enge Zusammenarbeit mit Klerus und Volk der Bistümer Würzburg, Worms und Speyer, ihre Herrschaftsposition vor Antritt des Königtums auszubauen. Für das Anwachsen der staufischen Macht waren auch zahlreiche Eheschließungen vorteilhaft. Über Barbarossas Urgroßvater Friedrich von Büren ist lediglich bekannt, dass er eine Frau namens Hildegard geheiratet hat. Jüngst wurde vermutet, dass der Schlettstädter Besitz nicht Hildegard, sondern Friedrich selbst gehört habe und die Staufer damit ein elsässisches Geschlecht gewesen seien. Erst um 1100 habe sich mit Herzog Friedrich I. der Ausgriff ins ostschwäbische Remstal vollzogen.
Weit wichtiger war für die Staufer ihre prestigeträchtige Verwandtschaft mütterlicherseits mit den Saliern. Die Großmutter Friedrich Barbarossas war Agnes, eine Tochter des salischen Herrschers Heinrich IV. Barbarossa verstand sich als Nachkomme des ersten Salierkaisers Konrad II., auf den er sich in Urkunden mehrfach als seinen Vorfahren bezog. Der Aufstieg der Staufer vollzog sich in den Konflikten Heinrichs IV. mit den Fürsten aus Sachsen und Schwaben. Als Reaktion auf die Erhebung des Schwabenherzogs Rudolf von Rheinfelden zum Gegenkönig Heinrichs IV. erhielt Friedrich I. vom König 1079 das Herzogtum Schwaben und wurde mit dessen Tochter Agnes vermählt. Als Schwiegersohn war Friedrich eine wichtige Stütze für den salischen Kaiser gegen die geistlichen und weltlichen Vertreter der gregorianischen Reform. 1105 bekam sein fünfzehnjähriger Sohn Friedrich II., der Vater von Barbarossa, das Herzogtum. Nach dem Sturz des Kaisers durch seinen Sohn Heinrich V. übernahmen 1116 die beiden Brüder Konrad und Friedrich II. die Stellvertreterschaft im nördlichen Reichsteil. Konrad wurde Herzog von Ostfranken. Barbarossas Vater Friedrich II. war in der Verteidigung der salischen Interessen und dem weiteren Ausbau seiner staufischen Hausmacht so erfolgreich, dass über ihn laut Otto von Freising erzählt wurde, er habe am Schwanz seines Pferdes stets eine Burg hinter sich hergezogen.
Um 1122 wurde Barbarossa als Sohn Friedrichs II. und der Welfin Judith geboren. Sein Geburtsort war vielleicht Hagenau. Er erlernte das Reiten, Jagen und den Umgang mit Waffen. Barbarossa konnte weder lesen noch schreiben und war auch der lateinischen Sprache nicht mächtig. Die Kandidatur seines Vaters Friedrich II. als Nachfolger des kinderlos verstorbenen salischen Herrschers Heinrich V. blieb 1125 erfolglos, da er die libera electio (freie Wahl) der Fürsten nicht akzeptierte. Gewählt wurde stattdessen der Sachsenherzog Lothar III. Nach dem Tod Lothars wurde am 7. März 1138 Konrad in Koblenz von einer kleinen Fürstengruppe unter der Leitung des Erzbischofs Albero von Trier zum König gewählt. Friedrich Barbarossa nahm 1141 in Straßburg, 1142 in Konstanz, 1143 in Ulm, 1144 in Würzburg und 1145 in Worms an Hoftagen seines königlichen Onkels Konrad teil. Auch in den Folgejahren hielt er sich regelmäßig am Königshof auf. Um 1147 heiratete er Adela, die Tochter des nordbayerischen Markgrafen Diepold III. von Vohburg. Wenige Wochen vor dem Tod seines Vaters wurde Barbarossa zu Weihnachten 1146 in einer königlichen Urkunde als „der jüngere Herzog“ bezeichnet. Von 1147 bis 1149 nahm er am Kreuzzug seines königlichen Onkels Konrad teil. Das Unternehmen schlug fehl, der König erkrankte an der Malaria. Zur Jahreswende 1151/52 traf Konrad Vorbereitungen für die Königswahl seines Sohnes Friedrich von Rothenburg, starb jedoch schon am 15. Februar 1152.

### Königswahl (1152)
Bereits zwei Wochen nach dem Tod Konrads wählten die Fürsten am 4. März 1152 in Frankfurt am Main seinen Neffen Herzog Friedrich III. von Schwaben, den Sohn des Thronkandidaten von 1125, zum neuen König. Otto von Freising zeichnet das Bild einer einmütigen Königserhebung und zwangsläufigen Nachfolge. Friedrich sei gewählt worden, da er den beiden verfeindeten Familien der Heinrici de Gueibelinga (Heinriche von Waiblingen) und der Guelfi de Aldorfio (Welfen von Altdorf) angehöre; er sei damit der „Eckstein“ (angularis lapis) der Versöhnung geworden. Tatsächlich dürfte es jedoch vor der Wahl intensive Verhandlungen, Zugeständnisse und Absprachen zwischen ihm und den Großen gegeben haben. Als Herzog von Schwaben musste Friedrich seine Erhöhung zum König seinen Standesgenossen hinnehmbar machen. Die Unterstützung Heinrichs des Löwen gewann er wohl durch die Zusage, ihm das Herzogtum Bayern zurückzugeben. Auf Konrads letztem Hoftag gelang es ihm, sich die Unterstützung des Bamberger Bischofs Eberhard II. zu sichern. Eberhard hoffte dadurch Bambergs kirchenrechtliche Stellung gegenüber Mainzer Ansprüchen zu wahren. Welf VI. versprach sich vom künftigen König, seinem Neffen, die Sicherung seiner herzoglichen Stellung. Sie wurde durch die Einsetzung als Herzog von Spoleto, Markgraf der Toskana und Fürst von Sardinien (dux Spoletanus et marchio Tusciae et princeps Sardiniae) noch im selben Jahr gefestigt. Durch die Wahl wurde Konrads minderjähriger Königssohn Friedrich bei der Königswahl übergangen – der erste Fall dieser Art bei Königswahlen. Vor diesem Hintergrund bemerkte Otto von Freising in seinem Bericht über die Frankfurter Königswahl von 1152 ausdrücklich, dass die Wahl des Königs ein besonderer Vorzug des römisch-deutschen Reichs sei.
Friedrich wurde am 9. März 1152 von Erzbischof Arnold von Köln in der Aachener Münsterkirche Karls des Großen gekrönt. Während der Zeremonie warf sich ein Ministeriale, dem Barbarossa aufgrund schwerer Vergehen die Gunst entzogen hatte, dem frisch gesalbten König in aller Öffentlichkeit vor die Füße. Der Ministeriale wollte dadurch die Wiederaufnahme in die Huld des Herrschers erreichen. Er wurde jedoch von Friedrich mit der Begründung abgewiesen, dass er ihn nicht aus Hass, sondern aus Gerechtigkeitsgründen von seiner Huld ausgeschlossen habe (non ex odio, sed iustitie intuitu illum a gratia sua exclusum fuisse). Die Entscheidung überraschte die meisten der Anwesenden und erhielt ihren Respekt. Die Reaktion Barbarossas wird von der modernen Forschung als Ausdruck des Wandels bei der Einschätzung der Frage gewertet, welche Tugenden von einem Herrscher erwartet wurden. Waren in ottonisch-salischer Zeit Milde und Barmherzigkeit mit ihren demonstrativen Ausdrucksformen wie Tränen und Friedenskuss Werte, an denen königliches Handeln gemessen wurde, so war nun der rigor iustitiae (Strenge der Gerechtigkeit) zum Maßstab für die Bewertung des Herrschers geworden. Verzeihung und Wiedereinsetzung wurden unter Barbarossa nicht mehr in dem bis dahin üblichen Maß gewährt. Nach der Frankfurter Königswahl wurde Barbarossa auf seinem traditionellen Königsumritt durchs Reich von Heinrich dem Löwen, Albrecht dem Bären, Welf VI. und Bischof Anselm von Havelberg begleitet.

### Personelle Veränderungen und Kontinuitäten
Mit der Königsherrschaft Barbarossas setzte eine Verschiebung der Machtstruktur besonders bei den weltlichen Fürsten am Hof ein: Die beiden Welfen Heinrich der Löwe und Welf VI. wurden als ehemalige Gegner des alten Königs Konrad zuverlässige Vertraute des neuen Königs und besuchten von allen Fürsten am regelmäßigsten den Königshof. Welf VI. wurde im Juni 1152 erstmals als „Herzog von Spoleto und Markgraf von Tuszien und Fürst von Sardinien“ bezeichnet. Neben den Welfen tauchten auch die Wittelsbacher als ehemalige Gegner des alten Königs Konrads nun am Königshof auf. Otto von Wittelsbach wurde eine zuverlässige Stütze der Königsherrschaft Barbarossas. Dafür verloren die Grafen von Sulzbach und die Babenberger, auf die sich Konrad gestützt hatte, an Einfluss. Bei den geistlichen Fürsten waren Erzbischof Arnold II. von Köln, Bischof Anselm von Havelberg und Abt Wibald von Stablo und Corvey bereits enge Vertraute Konrads gewesen und behielten diese Position auch unter Barbarossa. Auf dem Merseburger Hoftag 1152 wurde Wichmann, der bisherige Bischof von Naumburg, zum neuen Erzbischof von Magdeburg erhoben. Mit der Erhebung entsprach Barbarossa den Bedürfnissen der Personengruppe um den Meißener Markgrafen Konrad von Wettin. Dieser war bereits ein zuverlässiger Parteigänger König Konrads gewesen und konnte seine Stellung auch unter Barbarossa behaupten. Indem er Konrads Neffen Wichmann zum Erzbischof von Magdeburg erhob, schuf er ein Gegengewicht zu Heinrich dem Löwen in Sachsen. Barbarossa sicherte sich dafür die Gunst der Fürstengruppe, die der königlichen Förderung Heinrichs des Löwen skeptisch gegenüberstand, und konnte so den künftigen Magdeburger Erzbischof auf seine Person verpflichten. Seine Ehe mit Adela von Vohburg ließ Barbarossa 1153 in Konstanz wegen angeblich zu naher Verwandtschaft auflösen. Entscheidend gewesen sein dürften aber die Kinderlosigkeit der Ehe, Adelas nicht mehr standesgemäße Herkunft oder ihre Beziehung zu Personenkreisen, die unter König Konrad einflussreich gewesen waren, nun aber zurückgedrängt wurden. Barbarossas Verhandlungen mit dem byzantinischen Kaiser Manuel I. über eine Ehe mit einer Angehörigen aus dem byzantinischen Kaiserhaus blieben ohne Ergebnis.

### Förderung und Zusammenarbeit mit Heinrich dem Löwen
Die größten Zuwendungen erhielt Heinrich der Löwe. Nach der Königswahl setzte eine enge Zusammenarbeit mit dem Herzog ein. Am 8. oder 9. Mai 1152 belehnte ihn Barbarossa mit der Reichsvogtei Goslar, die wegen ihres Silberabbaus am Rammelsberg hohe und kontinuierliche Einnahmen sicherte. Am 18. Mai 1152 fand ein Hoftag in Merseburg statt. Dort entschied der König mit den Fürsten die dänischen Thronstreitigkeiten zwischen Sven Grathe und dessen Kontrahenten Knut zu Gunsten des ersteren. In Merseburg war außerdem ein Streit über die Plötzkauer und Winzenburger Grafschaften zwischen Heinrich dem Löwen und Albrecht dem Bären zu klären. Albrecht berief sich wohl auf Verwandtenerbrecht; Heinrich vertrat die Auffassung, dass nach dem Tod eines erbenlosen Grafen dessen Güter und Rechte an den Herzog übergehen. Ziel der Argumentation des Löwen war wohl, die Herzogsgewalt als verfassungsrechtliche Größe zwischen König und Grafen zu positionieren. Der sächsische Dukat wäre auf diese Art, wie in der spätkarolingischen Zeit, zu einem Vizekönigtum geworden. Der Konflikt wurde am 13. Oktober 1152 beim Hoftag in Würzburg beigelegt. Heinrich der Löwe erhielt das Erbe des ermordeten Grafen Hermann II. von Winzenburg, Albrecht die Plötzkauer Grafschaften. Barbarossa verlieh dem Löwen zudem 1154 das königliche Recht der Investitur für die Bistümer Oldenburg, Mecklenburg und Ratzeburg sowie für alle anderen Bischofssitze, die der Löwe noch errichten werde. Die Forderung Heinrichs nach Rückgabe des bayerischen Herzogtums blieb vorerst jedoch offen. Der Herzog kompensierte die Förderung durch seinen intensiven Einsatz für den König in Italien. Seine von Barbarossa geschaffene Machtfülle störte jedoch das hocharistokratische Gleichgewicht unterhalb des Königtums und rief Unmut im Kreis der Fürsten hervor.

### Vorbereitung auf die Kaiserkrönung und schwelender Konflikt mit Mailand

Goldenes Siegel des Kaisers an einer Urkunde aus dem Vatikanischen Archiv

Im März 1153 fand in Konstanz ein Hoftag statt. Nach der Darstellung von Otto Morena wurde Barbarossa dort mit den Problemen zwischen den italienischen Städten konfrontiert. Kaufleute aus Lodi sollen gegen die Angriffe auf ihre Freiheit und die Behinderung des Handels durch Mailand geklagt haben. Der Konflikt zwischen Mailand und Lodi war Folge des politischen und demografischen Wandels in Italien, der zur Entstehung der Kommune im späten 11. Jahrhundert führte. Unter Führung gewählter Konsuln setzte sich die Selbstverwaltung der Bürger gegen den bischöflichen Stadtherrn durch. Der Investiturstreit im 11. Jahrhundert führte zum Zusammenbruch der Reichsherrschaft in Italien und zum bewaffneten Kampf zwischen den Kommunen. In der oberitalienischen Städtelandschaft grenzten die Kommunen ihr Einflussgebiet von der nächstmächtigeren Kommune ab. Die größeren Kommunen begannen ein Territorium aufzubauen und brachten schwächere Kommunen in ihre Abhängigkeit. Dies führte zu kriegerischen Konflikten mit benachbarten Städten. Im ersten innerlombardischen Krieg hatte Mailand 1111 Lodi und nach zehnjährigem Krieg 1127 Como in weitgehende Abhängigkeit gebracht. Otto Morena schreibt, nach der Klage der Lodeser Kaufleute habe Barbarossa einen Boten nach Mailand mit dem Befehl geschickt, die Verlegung des Marktes rückgängig zu machen. Der Brief des Boten Barbarossas sei „öffentlich und in allgemeiner Versammlung“ von den Mailänder Konsuln vor den Bürgern ihrer Stadt verlesen worden. Anschließend sei der Brief zerknüllt und das Siegelbild des thronenden Königs auf den Boden geworfen und demonstrativ zertrampelt worden. Die Zerstörung des Siegels wäre eine schwere Beleidigung und Ablehnung des Herrschaftsanspruchs Barbarossas gewesen, da die Bildgegenwart des Herrschers seine Präsenz auch während der Abwesenheit verdeutlichte. Barbarossas Gesandter Sicher habe ohne die übliche Ehrerweisung in der Nacht die Stadt verlassen müssen. Das Verhältnis zwischen Mailand und Barbarossa wäre somit bereits vor dem ersten Italienzug durch eine Beleidigung angespannt gewesen. Nach Knut Görich überliefert Otto Morena zuverlässig „die oft bezeugte Bedeutung öffentlich demonstrierter Emotionen bei der Entscheidungsfindung“. Dagegen haben andere Forscher (John B. Freed, Wolfgang Stürner und Johannes Laudage) Morenas Glaubwürdigkeit bezweifelt. Morenas Bericht über das in Mailand öffentlich zertretene Siegel Barbarossas wurde von Laudage „zweifelsfrei als ätiologische Sage“ betrachtet.

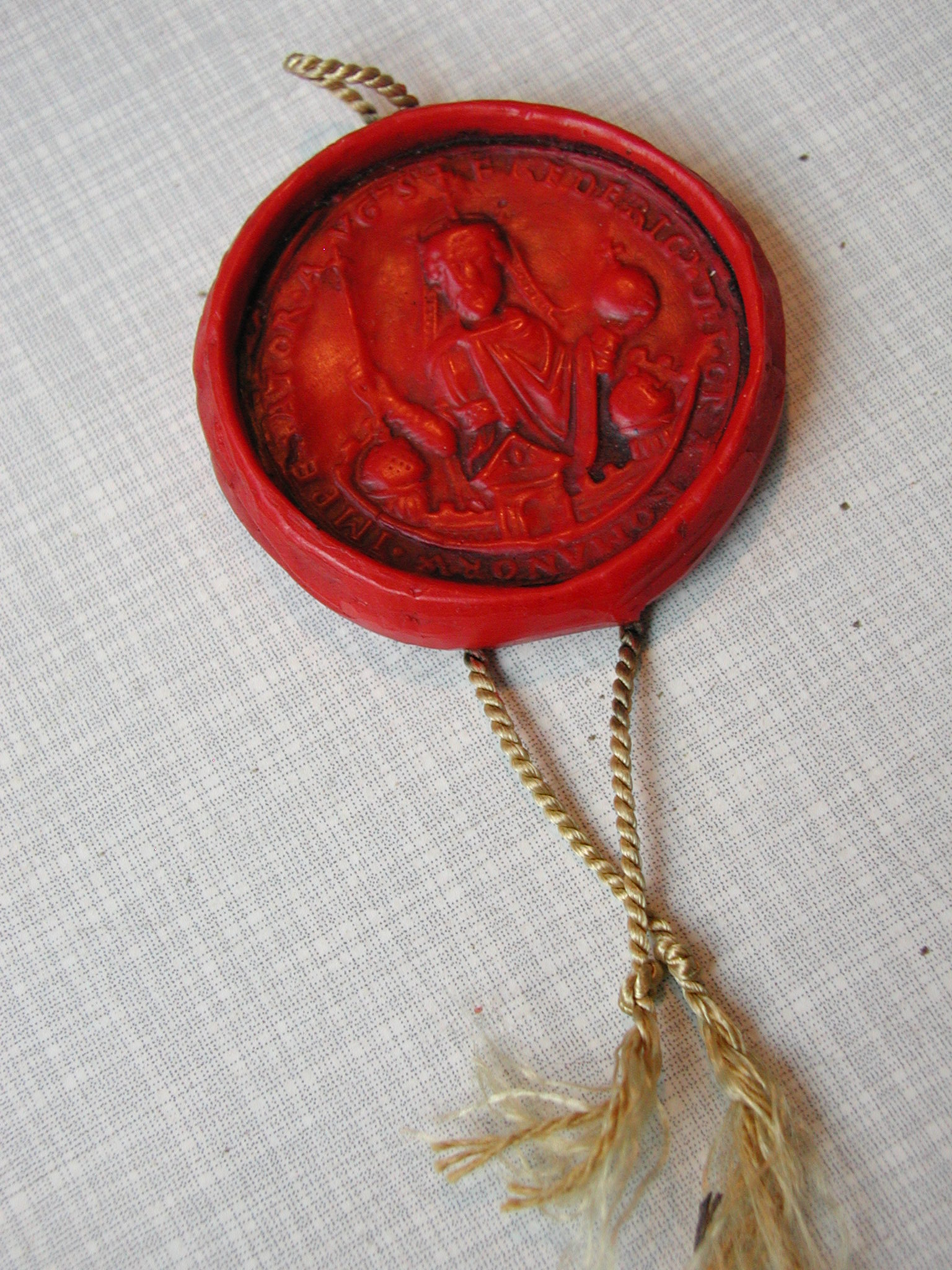
Siegel des Kaisers Barbarossa (Wachsabdruck). In Wimpfen am Neckar, wo der Herrscher in der Kaiserpfalz Hof hielt und Recht sprach, wurde dieses Siegel benutzt. Auf der Abbildung sitzt er auf dem Thron und hält Zepter und Reichsapfel.

In Konstanz waren auch zwei päpstliche Legaten anwesend. Dadurch rückten die Verhältnisse in Süditalien in den Blickpunkt. Während des Papstschismas von 1130 hatte sich Roger II. zum König krönen lassen und konnte die Würde auch nach dem Ende des Schismas behaupten. Aus kaiserlicher Sicht waren die Normannen Usurpatoren (invasor imperii), da Süditalien zum Imperium gezählt wurde. Der künftige Kaiser und der Papst stimmten darin überein, dass die Herrschaft der Normannen in Süditalien beseitigt werden müsse. Den päpstlichen Legaten versprach Barbarossa, dass er weder mit der römischen Bürgerschaft noch mit König Roger II. ohne Zustimmung des Papstes einen Frieden oder Waffenstillstand schließen werde. Er wolle vielmehr die Römer wieder unter die Herrschaft des Papstes und der römischen Kirche zwingen (subiugare). Als Schutzvogt der Kirche sollte er die Ehre (honor) des Papsttums und die Regalien des heiligen Petrus in allen Gefahren verteidigen. Papst Eugen III. versprach neben der Kaiserkrönung die Exkommunikation eines jeden, „der das Recht und die Ehre des Reiches“ verletzen würde. Der Papst und der künftige Kaiser versprachen einander, dem byzantinischen Reich keine Zugeständnisse in Italien zu machen. Über diese Vereinbarungen stellte Eugen III. am 23. März 1153 eine Urkunde aus, den sogenannten Konstanzer Vertrag.

### Erster Italienzug (1154–1155): Krönungszug und Konflikt mit Mailand und Tortona
Im Spätherbst 1154 erreichte Barbarossa Italien. Auf einem Hoftag bei Roncaglia in der Nähe von Piacenza erschienen Gesandte aus Lodi und Como und beschwerten sich über Mailand. Die ebenfalls anwesenden Mailänder Konsuln wollten ihm eine goldene Schale voller Münzen überbringen. In der Annahme und Ablehnung von Geschenken wurde das Verhältnis der gegenseitigen politischen Beziehungen deutlich. Eine Annahme der Geschenke Mailands hätte bedeutet, dass der Herrscher zu der gebenden Stadt ein positives Verhältnis pflegte. Die Geschenke lehnte Barbarossa jedoch ab, solange sich Mailand nicht durch Gehorsam seinen Befehlen unterwerfe sowie Recht und Frieden achte. Dennoch wurde Barbarossa von Mailand in einem Vertrag (fedus) die große Summe von 4000 Mark Silber zugesichert. Barbarossa wollte anschließend nach Monza ziehen, um sich zum König des italienischen regnums (Reich) krönen zu lassen. Die Bevorzugung des kleinen Monza als Krönungsort wurde von Mailänder Seite als Provokation empfunden. Auf dem Weg zur italienischen Königskrönung wurde Barbarossa durch zwei Mailänder Konsuln drei Tage bei schlechtem Wetter durch ödes Land zwischen Landriano und Rosate fehlgeleitet. Im Heer Barbarossas entstanden dadurch erhebliche Versorgungsprobleme. Von seinen Großen wurde Barbarossa unter Druck gesetzt, sich solch eine Demütigung nicht gefallen zu lassen und die Versorgung mit Lebensmitteln durch Plünderungen im Mailänder Umland zu gewährleisten. Diese Plünderungen machten die Konfliktbereitschaft deutlich. Mailand versuchte nun die verlorene Huld durch eine symbolische Genugtuungsleistung wiederherzustellen, indem es das Haus des Konsuls, der das Heer missgeleitet hatte, zerstören ließ. Doch war das Ansehen Barbarossas dadurch nicht wiederhergestellt, da die Hauszerstörung als Genugtuungsleistung nicht in einem demonstrativen Akt vor dem beleidigten Herrscher und seinem Heer in aller Öffentlichkeit stattfand und der in seiner Ehre verletzte Barbarossa keinen Einfluss auf die satisfactio (Genugtuung) nehmen konnte.
Die zugesagten 4000 Mark Silber lehnte Barbarossa ab und verlangte, dass sich Mailand hinsichtlich der Konflikte mit Como und Lodi seinem Gericht unterwerfe. Er erwartete eine öffentliche Demonstration des Gehorsams und der Unterwerfung unter seine Herrschaft. Erst wenn die Mailänder bereit wären, sich seinem Gericht zu unterwerfen, würden auch ihre Geschenke akzeptiert. Die Ablehnung des Geldes machte für Mailand den Verlust der kaiserlichen Huld deutlich. Die Zurückweisung des Geldes wurde von der Stadt als unmissverständliches Zeichen mangelnder Friedensbereitschaft gedeutet. Mailand befürchtete, Barbarossa könnte als parteiischer Richter auftreten. Außerdem war seine über Jahre gewachsene und von Barbarossas Vorgängern nicht beanstandete Machtposition bedroht. Auf der anderen Seite war mit der Verweigerung der Ladung vor das Königsgericht die zentrale Herrscheraufgabe der Rechts- und Friedenswahrung betroffen. Vor den Fürsten des Reiches beklagte sich Barbarossa, dass Mailand den honor imperii, die Ehre des Reiches, verletzt habe. Eine Verletzung des kaiserlichen honor verletzte zugleich den honor der Großen. Dadurch konnte Barbarossa bestimmte Erwartungen an das Handeln dieser Großen knüpfen und mit weitgehender Erfüllung rechnen. Dies verpflichtete ihn jedoch wiederum zu Gegenleistungen für erhaltene Hilfe und erwiesene Treue. Damit war der offene Konflikt unumgänglich. Doch mit 1800 Rittern hatte Barbarossa kein schlagkräftiges Heer für eine Offensive gegen das mächtige Mailand.
Barbarossas Konflikt mit Mailand hatte Auswirkungen auf andere kommunale Stadtrivalitäten. Tortona war mit Mailand gegen Pavia verbündet. Ende 1154 wollte das königsfreundliche Pavia einen Konflikt mit Tortona vor dem Königsgericht klären lassen. Tortona verweigerte jedoch trotz mehrfacher Ladung das Verfahren mit der Begründung, Barbarossa sei ein Freund (amicus) der Pavesen und demnach parteiisch (suspectus). Mit dem Ladungsungehorsam war jedoch erneut die Herrschaftsaufgabe der Friedens- und Rechtswahrung betroffen. Von Februar bis April 1155 belagerte Barbarossa demzufolge Tortona. Gefangene Tortonesen wurden zur Abschreckung von Barbarossa öffentlich hingerichtet und das Trinkwasser mit Leichen und Schwefel vergiftet. Die zunehmend kritisch gewordene Versorgung zwang die Stadt, um Frieden zu ersuchen. In den mit Friedrich ausgehandelten Friedensbedingungen war die demütigende Unterwerfung „um des Königs und des heiligen Reiches Ruhm und Ehre“ (ob regis et sacri imperii gloriam et honorem) notwendig. Die Stadt ergab sich daraufhin in der Form der deditio (Unterwerfungsritual) im April 1155. Die Bürger unterwarfen sich vor allen Anwesenden zu Füßen Barbarossas. Die öffentliche Übergabe der Stadt in die königliche Gewalt und die Anerkennung der Herrschaft waren Voraussetzung, um Genugtuung für die erlittene Ehrverletzung zu leisten. Von königlicher Seite wurde Tortona zugesagt, dass die Stadt keinen Schaden nehmen würde. Die Pavesen demonstrierten ihre Treue zu Barbarossa. Sie luden ihn nach Pavia ein, wo er drei Tage verbrachte und in der Kirche San Michele Maggiore am 24. April 1155 zum König gekrönt wurde.
Entgegen der Zusage des Königs bei der Unterwerfung, nichts an Schaden befürchten zu müssen, wurde Tortona bereits einen Tag später vom königsfreundlichen Pavia zerstört. Pavia nutzte bei der Durchsetzung des königlichen Herrschaftsanspruchs also die Gelegenheit, einen alten Rivalen auszuschalten. Die Vorgänge bei der Zerstörung Tortonas offenbaren ein strukturelles Problem der kaiserlichen Herrschaft in Italien. Die Zeitgenossen vermuteten eine List Barbarossas. Doch war der König gezwungen, auf die Interessen seiner Verbündeten Rücksicht zu nehmen, um weiterhin ihre Unterstützung zu erhalten. Als Verbündeter einer Stadt war Barbarossa aber in den interkommunalen Rivalitäten, die „in der Art eines Schachbrettmusters“ miteinander verfeindet oder verbündet waren, immer parteiisch. Jede Intervention wurde als einseitige Parteinahme angesehen. Barbarossa war zur Durchsetzung seines Herrschaftsanspruches im italienischen regnum auf die Treue und die materiellen Ressourcen seiner Verbündeten angewiesen. Sein Handlungsspielraum und seine Entscheidungen wurden durch Rücksichtnahme auf seine städtischen Verbündeten stark eingeschränkt. Frieden und Gerechtigkeit als zentrale Herrschaftsaufgabe zu wahren, war durch die konsequente Begünstigung seiner Verbündeten kaum noch möglich.

### Kaiserkrönung (1155)
Am 8. Juni 1155 begegneten sich Barbarossa und der Papst erstmals persönlich. Der König sollte gemäß dem Marschall- und Stratordienst bei der Begrüßung das Pferd des Papstes führen. Dabei kam es zu einem Eklat, da unklar war, wie und in welcher Weise der Marschalldienst geleistet werden solle. Die Details über den Ablauf der Begegnung konnten wohl zwischen den Gesandten nicht vorab geklärt werden. Der Eklat erscheint somit als ein Missverständnis, verursacht durch unzureichende Planung. Es wurde am nächsten Tag behoben, indem die Begegnung in genau abgesprochener Form wiederholt wurde.
Kurz vor der Kaiserkrönung durch Papst Hadrian IV. erschien eine Gesandtschaft der Römer bei Barbarossa. Die kommunale Bewegung hatte den altrömischen Senat erneuert und wollte die Rechte von Kaiser und Papst völlig neu definieren. Unter Berufung auf antike Traditionen bot die Kommune Friedrich gegen eine Zahlung von 5000 Pfund Silber die Kaiserkrone aus der Hand des römischen Volkes an. Ein Bruch mit der durch Karl den Großen begründeten jahrhundertealten Tradition für eine Geldzahlung musste von Barbarossa abgelehnt werden. Damit waren weitere Unruhen mit den Römern vorhersehbar. Am 18. Juni 1155 wurde Barbarossa in St. Peter von Hadrian IV. zum Kaiser gekrönt. Die Angriffe der Römer an der Engelsbrücke und im nördlichen Trastevere am gleichen Tag konnten abgewehrt werden. Hierbei tat sich besonders Heinrich der Löwe hervor. Sommerhitze und Versorgungsprobleme zwangen jedoch bald zum Rückzug. Der Feldzug gegen die Normannen wurde aufgrund fürstlichen Widerspruchs unverrichteter Dinge abgebrochen. Dadurch konnte Barbarossa aber auch seine Zusagen aus dem Konstanzer Vertrag nicht einhalten. Es war ihm weder gelungen, für den Papst Rom zurückzugewinnen, noch hatte er einen Feldzug gegen die Normannen geführt.
In dieser Situation waren weitere Konflikte mit Mailand und nun auch dem Papsttum absehbar. Bereits auf der Rückkehr in den nördlichen Reichsteil verhängte Barbarossa in Verona, wegen der Weigerung sich dem kaiserlichen Gericht zu unterwerfen, den Bann über Mailand. Über Regensburg und Konstanz ging der Weg zum Weihnachtsfest nach Worms. Unter den Staufern entwickelte sich Worms zu einem der wichtigsten Herrschaftszentren. Mehrmals feierte Barbarossa die hohen Kirchenfeste Weihnachten und Pfingsten dort.

### Verschärfter Konflikt mit dem Papsttum
Der Abbruch des Italienzuges führte zu einem Wandel der politischen Verhältnisse in Italien. Infolge der Nichteinhaltung des Konstanzer Vertrages suchte die römische Kurie den Schutz ihrer Rechte unabhängig vom Kaisertum. Auf Betreiben des Kanzlers Roland Bandinelli, des späteren Papstes Alexander III., schloss der Papst Frieden mit den Normannen. Im Juni 1156 wurde der Vertrag von Benevent zwischen Papst Hadrian IV. und Wilhelm I. von Sizilien geschlossen. Der Ausschluss des Kaisers von diesem Abkommen sorgte bei Barbarossa für großen Unmut, da der Rechtsanspruch des Reiches (ius imperii ad regnum) auf Süditalien dadurch gefährdet war. Aus Sicht Barbarossas war der Papst derjenige, der den Konstanzer Vertrag, in dem ein gemeinsames Vorgehen gegen die Normannen vereinbart worden war, nicht eingehalten hatte. Damit hatte er sein Versprechen gebrochen, die Ehre des Reichs (honor imperii) zu wahren.
Im Oktober 1157 erschien mit dem Kardinal Bernhard von S. Clemente und Roland Bandinelli eine Gesandtschaft des Papstes auf dem Hoftag in Besançon mit der Absicht, Bedenken des Kaisers gegen den Vertrag von Benevent auszuräumen. Das Verhältnis zur römischen Kurie verschlechterte sich jedoch weiter, als die päpstlichen Gesandten Barbarossa einen Brief überreichten, in dem Hadrian IV. gegen die Gefangennahme des schwedischen Erzbischofs Eskil von Lund protestierte und der Kaiser auch auf ausdrücklichen Wunsch des Papstes nichts für seine Befreiung unternommen habe. Der Vorwurf, der Kaiser vernachlässige mit der Rechtswahrung die vornehmste Herrscherpflicht, löste in der großen Fürstenversammlung starke Empörung aus. Doch erklärte der Papst sich bereit, trotz der Kaiserkrönung dem Kaiser maiora beneficia zu gewähren. Friedrichs Kanzler Rainald von Dassel übersetzte den Begriff beneficia vor der Fürstenversammlung mit „noch größere Lehen“. Dadurch entstand der Eindruck, der Papst sehe den Kaiser als Lehnsmann und sich selbst als Lehnsherrn. Diese Neubewertung des Verhältnisses zwischen geistlicher und weltlicher Gewalt rief heftigen Widerstand von Kaiser, Fürsten und auch Bischöfen hervor, denn nach Meinung der Fürsten wurde der künftige Kaiser durch ihre Wahl bestimmt. Die sakrale Legitimation des Kaisers wurde seit Barbarossa enger als zuvor mit den Fürsten verknüpft. Nicht mehr der Papst, sondern das fürstliche Votum war demnach entscheidend. Ohne feierliche Verabschiedung und ohne Geschenke mussten die Legaten den Hof verlassen. Barbarossa beklagte in einem Brief, dass die „Ehre des Reiches“ durch eine so unerhörte Neuerung verletzt sei. Er ließ reichsweit verlauten, dass er „Königtum und Kaisertum durch die Wahl der Fürsten allein von Gott empfangen“ habe. Die Beleidigung des Herrschers hatte den Huldverlust und den Abbruch der Kommunikation zur Folge. In der schmachvollen Behandlung seiner Gesandten sah der Papst den honor Dei (Ehre Gottes) verletzt. Auf Vermittlung Heinrichs des Löwen und Bischof Eberhards von Bamberg konnte die Konfrontation beigelegt werden. Im Juni 1158 erörterten in Augsburg zwei Kardinäle die schriftliche Erklärung: Der Papst habe nicht beneficium im Sinne von Lehen (feudum) gemeint, sondern im Sinne von Wohltat (bonum factum). Der Entschuldigungsbrief war als satisfactio (Genugtuungsleistung) zur Wiederherstellung des in Besançon verletzten honor imperii ausreichend, jedoch blieben zwischen Kaiser und Papst andere Probleme, wie etwa der Vertrag von Benevent oder die Nutzung der Petrusregalien, ungelöst.

### Jahre im nördlichen Reichsteil (1155–1158)
In den Jahren nördlich der Alpen gelang die Lösung des Konflikts zwischen Heinrich dem Löwen und Heinrich Jasomirgott um das Herzogtum Bayern, Barbarossas Heirat mit Beatrix von Burgund und der Kriegszug gegen die Polen. Dadurch waren die Machtverhältnisse im Reich längerfristig so weit konsolidiert, dass Planungen für einen zweiten Italienzug beginnen konnten.

#### Vergabe des bayerischen Herzogtums an Heinrich den Löwen (1156)
Der Streit um das bayerische Herzogtum zwischen Heinrich dem Löwen und Heinrich Jasomirgott war eine Hinterlassenschaft von Barbarossas Vorgänger Konrad III., der dem Vater Heinrichs des Löwen das bayerische Herzogtum abgesprochen und später dem Babenberger zugesprochen hatte. Mit beiden Streitparteien war Barbarossa eng verwandt. Über seine Großmutter, die Salierin Agnes, war er Neffe der babenbergischen Brüder und über seine Mutter, der Welfin Judith, ein Vetter von Heinrich dem Löwen. Die Verhandlungen zwischen Barbarossa und Heinrich Jasomirgott zogen sich bis 1156 hin. Nach beiden Seiten musste Barbarossa Rücksicht auf Rang, Status und Ehre nehmen. Dabei wechselte Barbarossa in seinen Maßnahmen zur Lösung des Problems zwischen einem öffentlichen Verfahren vor dem Königsgericht mit dem Urteil durch die Fürsten (iudicium) und einer gütlichen Einigung zwischen den Beteiligten (consilium) im kleinen Kreis. Der Babenberger wurde mehrmals von Barbarossa zu Verhandlungen vorgeladen: im Oktober 1152 nach Würzburg, im Juni 1153 nach Worms, im Dezember 1153 nach Speyer. Angesichts des bevorstehenden Italienzuges zur Kaiserkrönung änderte Barbarossa jedoch sein Verhalten. Barbarossa benötigte die Unterstützung Heinrichs des Löwen für seinen ersten Italienzug und dieser wünschte offenkundig eine Vorentscheidung. Im Juni 1154 wurde Heinrich Jasomirgott das Herzogtum Bayern durch ein iudicium der Fürsten entzogen und Heinrich dem Löwen zugesprochen. Eine Investitur in das bayerische Herzogtum unterblieb jedoch. Die königliche Kanzlei führte ihn weiterhin nur als „Herzog von Sachsen“ (dux Saxonie). Durch dieses Vorgehen wollte sich Barbarossa den Verhandlungsweg mit Heinrich II. Jasomirgott bewahren und gewalttätige Handlungen während seiner Abwesenheit in Italien verhindern. Im Privilegium minus von 1156 wurde die Markgrafschaft Österreich in ein Herzogtum (ducatus Austrie) umgewandelt und an Heinrich Jasomirgott vergeben, damit „die Ehre und der Ruhm unseres überaus geliebten Onkels (honor et gloria dilectissimi patrui nostri) in keiner Weise gemindert erscheinen.“ Durch diesen Kompromiss gelang es Barbarossa, Rang und Ansehen (honor) der beiden rivalisierenden Großen in der Öffentlichkeit zu wahren.

#### Heirat mit Beatrix von Burgund (1156)

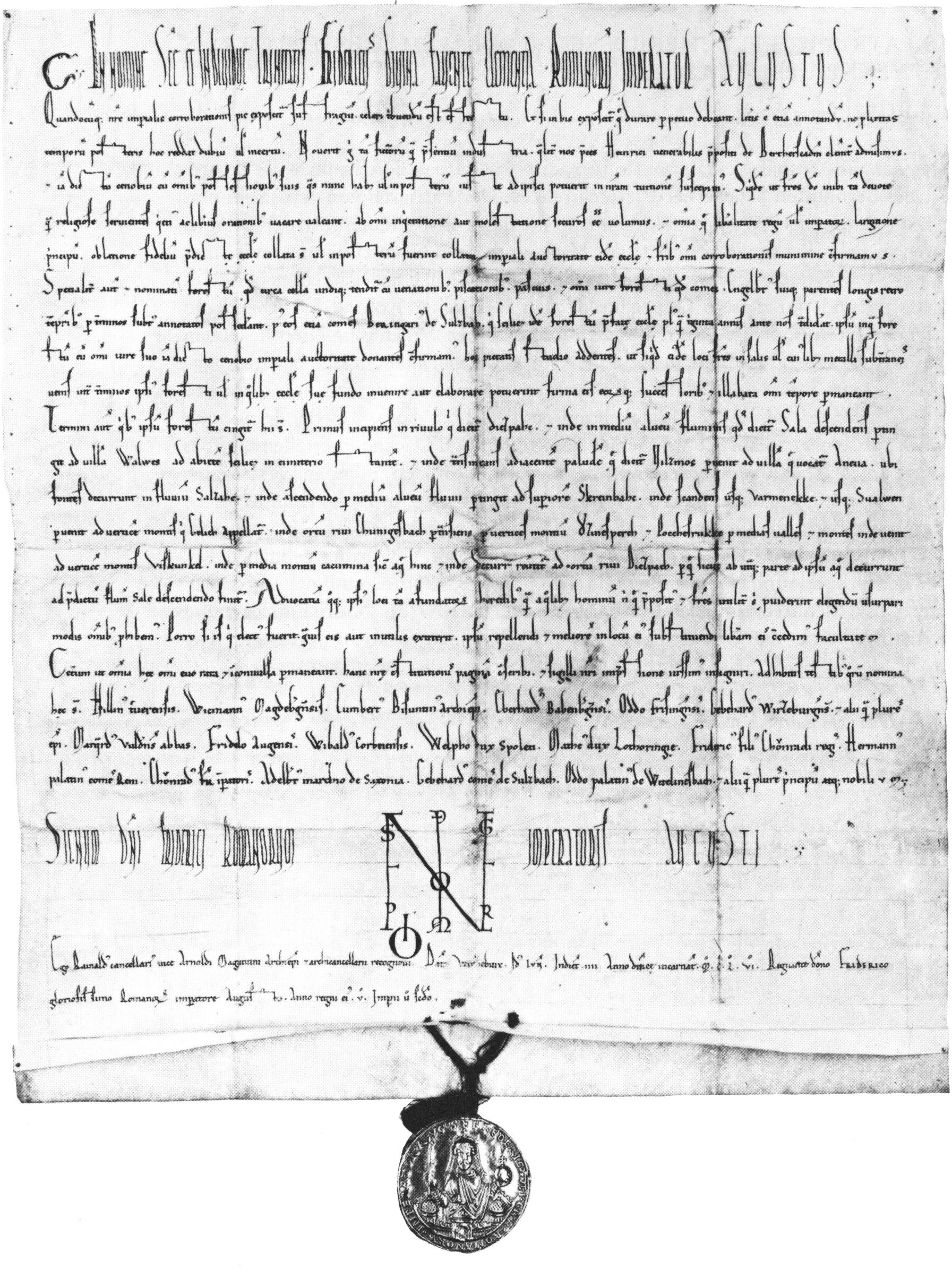
Urkunde Friedrichs für das Stift Berchtesgaden, ausgestellt am 13. Juni 1156. München, Bayerisches Hauptstaatsarchiv, Kaiserselekt 490.

Im Juni 1156 feierte Barbarossa in Würzburg seine Hochzeit mit Beatrix, der sehr jungen Erbtochter des Grafen von Burgund. Aus der 28 Jahre dauernden Ehe gingen acht Söhne und drei Töchter hervor (darunter der nächste römisch-deutsche Kaiser Heinrich VI., der schwäbische Herzog Friedrich V., der spätere Pfalzgraf Otto von Burgund, Konrad von Rothenburg und der spätere römisch-deutsche König Philipp von Schwaben). Die gebildete und standesbewusste Beatrix scheint die Hofkultur gefördert und für französische Einflüsse geöffnet zu haben. Sie starb 1184 und wurde in Speyer bestattet.
In Würzburg beklagten sich zugleich Gesandtschaften aus Como, Lodi, Bergamo und Pavia über die Bedrückungen Mailands. Barbarossa seinerseits beklagte sich auf den Hoftagen von Fulda und Worms 1157 vor den Fürsten über die Verletzung der Ehre des Reiches. Damit konnte sich Barbarossa die Unterstützung der Fürsten sichern, denn diese hatten die Verpflichtung zum Schutz der kaiserlichen Ehre in ihrem Treueid beschworen. Vor dem Italienzug wurden Otto von Wittelsbach und Rainald von Dassel nach Italien geschickt. Sie sollten das Fodrum, eine Abgabe zur Versorgung des Heeres, und die Regalien geltend machen.

#### Kriegszug gegen Polen (1157)
Unter der Herrschaft Konrads III. hatte Bolesław seinen Bruder Wladyslaw II. von Polen als Herzog von Polen vertrieben. Wladyslaw II. war mit der Babenbergerin Agnes verheiratet. Ihre Mutter war Agnes, die Schwester Kaiser Heinrichs V. und Großmutter von Barbarossa. Bolesław weigerte sich nun, dem Kaiser den üblichen Jahrestribut zu zahlen. Barbarossa war vor allem in Sorge, dass die Vertreibung seiner Verwandten das Ansehen des Reiches beschädigt hatte. Gemäß der üblichen Kriegsführung verwüstete Barbarossa im Sommer 1157 die Diözesen Breslau und Posen. Auf Vermittlung Wladislaws von Böhmen und anderer Fürsten unterwarf sich Bolesław barfuß. Erstmals werden dabei blanke Schwerter im Nacken als Attribut der Unterwerfung nördlich der Alpen überliefert. Bolesław musste schwören, dass „sein exilierter Bruder nicht zur Schmach des Römischen Reiches vertrieben worden war“. Er leistete den Treueid, zahlte dem Kaiser beträchtliche Summen und versprach, sich mit 300 Panzerreitern am nächsten Italienzug zu beteiligen.

### Zweiter Italienzug (1158–1162): Papstschisma und Zerstörung Mailands

#### Erste Unterwerfung Mailands (1158)
Um die lange Frist von einem Jahr und sechs Wochen für das Aufgebot eines Italienzuges einzuhalten, wurde der Feldzug von 1158 bereits auf der Reichsversammlung zu Ostern 1157 in Worms beschlossen. Das Heer wurde, um Versorgungsschwierigkeiten beim Zug über die Alpen zu vermeiden, in vier Heersäulen geteilt. Anfang August 1158 erschien das Heer vor den Toren Mailands. Vor den Toren entwickelten sich während der Belagerung durch den Ausfall der Mailänder oder das Bestreben ehrbewusster Fürsten um eine ruhmreiche Kriegstat kleinere Gefechte. Die Kriegsführung war ansonsten vielmehr vom Verwüsten und Belagern des Mailänder Umlands geprägt. Der Feind sollte in seinen Lebensgrundlagen geschädigt und ihm dadurch eine Fortführung des Krieges unmöglich gemacht werden. Eine größere Feldschlacht wurde aufgrund des unkalkulierbaren Risikos vermieden. Mailand geriet infolgedessen zunehmend in Versorgungsnot. Eine langfristige Aushungerung der Stadt konnte sich Barbarossa aufgrund logistischer Probleme sowie der Unzufriedenheit vieler Fürsten über Krankheiten und drückende Hitze nicht erlauben. Friedensverhandlungen lagen daher in beiderseitigem Interesse, jedoch befand sich Barbarossa in einer besseren Verhandlungsposition. Eine Unterwerfung Mailands war für den Kaiser aufgrund der fortgesetzten Ehrverletzungen, die ihm Mailand zugefügt hatte, unausweichlich.
Die Demütigung der Unterworfenen und die Überordnung des Kaisers mussten in aller Öffentlichkeit verdeutlicht werden. Die verletzte Ehre von Kaiser und Reich konnte nur durch eine symbolische Unterwerfung in größtmöglicher Öffentlichkeit wiederhergestellt werden. Zwölf Konsuln sollten als symbolische Strafe für ihren Ungehorsam barfuß vor dem auf dem Thron sitzenden Kaiser erscheinen und über ihren gebeugten Nacken Schwerter tragen. Der demütigenden Unterwerfung versuchte sich Mailand vergeblich mit großen Geldsummen zu entziehen oder vorschlug, das Unterwerfungsritual wenigstens mit Schuhen an den Füßen zu vollziehen. Eine Geldzahlung Mailands als Zeichen der Anerkennung der Herrschaft und Bekenntnis der Unterwerfung war für Barbarossa wegen der Verletzung seiner kaiserlichen Ehre jedoch nicht ausreichend. Immerhin mussten die Konsuln sich nicht mit ausgestrecktem Körper vor den Füßen des Kaisers zu Boden werfen. Im Friedensvertrag musste sich Mailand verpflichten, Como und Lodi zur „Ehre des Reiches“ beim Wiederaufbau nicht zu behindern und „zur Ehre des Herrn Kaisers“ (ad honorem domini imperatoris) in Mailand eine Pfalz zu errichten. Die usurpierten Einkünfte aus königlichen Rechten (Regalien), unter anderem Münze, Zoll oder Hafenzoll, musste Mailand zurückgeben. Die Stadt durfte jedoch die bisherigen Städtebündnisse aufrechterhalten. Die Unterwerfung Mailands wurde mit einer Festkrönung in Monza verbunden, mit der Barbarossa die verhältnismäßig kleine Stadt am 26. Januar 1159 als „Haupt der Lombardei und Sitz des Königreichs“ (caput Lombardie et sedes regni) besonders ehrte.

#### Beschlüsse von Roncaglia (1158)
Nach dem Sieg über Mailand wollte Friedrich durch eine umfassende Neuordnung der kaiserlichen Herrschaftsrechte die machtpolitischen und finanziellen Ressourcen in der lombardischen Städtelandschaft nutzbar machen. Seit den drei Ottonen war es nur noch zu kurzen Aufenthalten der Herrscher südlich der Alpen gekommen. Den Kommunen machte es diese Tatsache einfacher, die königlichen Rechte an sich zu ziehen, die von den abwesenden Herrschern nicht eingefordert wurden. Die aus Barbarossas Sicht entfremdeten Reichsrechte versuchte er wieder zur Geltung zu bringen. Seine strittig gewordenen Ansprüche erforderten jedoch einen enormen juristischen Legitimationsbedarf, um sie bei den tatsächlichen politischen Verhältnissen in Oberitalien durchsetzen zu können. Vom 11. bis 26. November 1158 fand ein Hoftag in Roncaglia statt. Die roncalischen Gesetze sollten die königlichen Ansprüche systematisch erfassen. Die vier Bologneser Rechtsgelehrten Bulgarus, Martinus Gosia, Jacobus und Hugo de Porta Ravennate stellten ihr Expertenwissen dem Hof zur Verfügung. Durch die Aneignung des Römischen Rechts wurde der Kaiser zum alleinigen Legitimationsquell herrscherlicher Ansprüche. Dies stand im Widerspruch zur Rechtsauffassung der Kommunen, die auf ungestörte Ausübung ihrer lokalen Rechtsgewohnheiten (consuetudines) basierte.
Alle Rechtsprechung sollte vom Kaiser und nur von ihm ausgehen. Die lex omnis iurisdictio bewilligte alle weltlichen Herrschafts- und Gerichtsrechte dem Kaiser. Die Wahl der kommunalen Konsuln war fortan von der Zustimmung des Kaisers abhängig. Die lex tributum sprach dem Kaiser die Kopfsteuer und eine allgemeine Grundsteuer zu. Auf solche Einkünfte wurde bislang von den mittelalterlichen Herrschern kein Anspruch erhoben. Die lex palatia formulierte zudem das kaiserliche Recht, ohne Rücksicht auf die erreichte Unabhängigkeit der Städte, an allen Orten Pfalzen zu bauen. Die roncalischen Gesetze waren aus der Sicht des Kaisers nur die Einforderung alter Rechte. Sie bedrohten jedoch für die Kommunen den bislang unbestrittenen gewohnheitsrechtlichen Erwerb von Regalien und Gerichtsbarkeit. Die Gesetze waren jedoch kein Herrschaftsprogramm Barbarossas, sondern sie wurden einzeln ausgehandelt. In den folgenden Wochen und Monaten sollten Barbarossas Gesandte unterwegs sein, um in der Umsetzung der Beschlüsse von Roncaglia Eidesleistungen einzufordern, Steuern zu erheben oder Stadtregimenter zu übernehmen.

#### Ausbruch des Papstschismas (1159)
Während des zweiten Italienzuges ergaben sich mit dem Papst ungeklärte Differenzen über die Heerfolgepflicht italienischer Bischöfe und die Befugnisse des Kaisers in Rom. Ungeklärt war außerdem, ob die Mathildischen Güter dem Patrimonium oder dem Reich gehören sollten und ob der Kaiser auch von den Städten das fodrum eintreiben durfte. Auch das Verhältnis zu den Normannen war seit dem ersten Italienzug ungeklärt geblieben. Die kaiserliche Seite unter Kardinal Octavian schlug ein von kaiserlicher und päpstlicher Seite paritätisch besetztes Schiedsgericht vor. Die prosizilianische Seite unter dem päpstlichen Kanzler Roland hingegen berief sich auf die Nichtjudizierbarkeit des Papstes. In dieser angespannten Situation starb am 1. September 1159 Hadrian IV. Die Gegensätze innerhalb des Kardinalskollegiums führten zu einer Doppelwahl. Barbarossa wollte nur den Papst annehmen, der im Umgang mit dem Kaiser die „Ehre des Reiches“ wahren wollte. Kardinal Octavian (als Papst Viktor IV.) war dazu auch bereit. Kardinal Roland (als Papst Alexander III.) hatte den Kaiser durch seine führende Rolle beim Abschluss des Vertrags von Benevent und seinem Auftreten in Besançon mehrmals beleidigt und dafür nie Genugtuung in einer persönlichen Begegnung geleistet. Ihn konnte Barbarossa daher nicht als einen geeigneten Papst anerkennen.
Barbarossa berief zum 13. Januar 1160 eine Kirchenversammlung nach Pavia ein. Alexander berief sich auf die Nichtjudizierbarkeit des Papsttums und blieb der Versammlung fern. Er definierte den Papst als das keinem irdischen Gericht unterworfene Haupt der Christenheit. Die Synode endete mit der Exkommunikation Alexanders und seiner Anhänger. Daraufhin exkommunizierte Alexander den Kaiser und Viktor IV. Die Entscheidung für Viktor band jedoch nur den Reichsklerus und die in Lehnsbindung zum Reich stehenden Länder Böhmen, Polen und Dänemark. Vom englischen, französischen, iberischen und ungarischen Klerus war niemand anwesend und die kaiserliche Entscheidung verfehlte die erhoffte Wirkung. Johannes von Salisbury, der Sekretär des Erzbischofs von Canterbury, hatte 1160 Barbarossas Anspruch, über die Papstfrage auf dem Konzil von Pavia zu entscheiden, in einem überlieferten Brief empört zurückgewiesen und gefragt, wer denn die „Deutschen zu Richtern über die Nationen“ bestellt habe. Der englische König Heinrich II. und der französische König Ludwig VII. ergriffen dagegen für Alexander Partei. Mitte Juni 1161 versuchte Barbarossa daher in Lodi mit einer weiteren Synode die Rechtmäßigkeit Viktors IV. zu bekräftigen.

#### Zweite Unterwerfung Mailands (1162)
Die Beschlüsse von Roncaglia erzeugten rasch Widerstand bei den Kommunen. Mailand musste entgegen den Zusagen des Friedensvertrages mit Barbarossa seine Bündnisse mit anderen Städten auflösen und der Mailänder contado, das von der Stadt beanspruchte Umland, wurde massiv verkleinert. Durch die Entsendung einer kaiserlichen Gesandtschaft nach Mailand erwartete Barbarossa, dass die Wahl der Konsuln unter Leitung seiner Legaten durchgeführt würde. Mailand beharrte auf den bisherigen Rechtsbrauch und wollte die Konsuln nach eigenem Ermessen frei wählen und die Gewählten dann zur Leistung des Treueids zum Kaiser schicken. Die Mailänder sahen die Wahlfreiheit bedroht. Barbarossas Gesandte wurden daraufhin vom Mailänder Volk mit Steinen beworfen. Die Konsuln versuchten zu beschwichtigen und versprachen als Genugtuung viel Geld. Doch flohen die Gesandten heimlich in der Nacht, ohne auf das Versöhnungsangebot einzugehen, da mit der Beleidigung der Gesandten auch der Kaiser selbst beleidigt und damit sein Verhältnis zu Mailand beeinträchtigt worden war. Barbarossa beschwerte sich angesichts der Beleidigung seiner Gesandten vor den versammelten Fürsten darüber, dass Mailands Hochmut und Anmaßung dem Reich und den Fürsten eine erneute Beleidigung zugefügt habe. Nach den „Spielregeln der mittelalterlichen Konfliktführung“ musste diejenige Partei, die einen Friedensschluss brach, mit besonderer Strenge rechnen.
Im Februar 1159 verlief ein Ausgleichsversuch am Hof in Marengo ergebnislos. Für Mailand hatte der Friedensvertrag Vorrang vor den roncalischen Gesetzen. Nach Auffassung Barbarossas brach Kaiserrecht jedoch alle anderslautenden Regeln. Die Mailänder erkannten darin einen Wortbruch und verließen den Hof. Ein Konflikt war damit unausweichlich. Im Sommer 1159 wurde zunächst der Mailänder contado verwüstet, um so die Versorgungslage zu schädigen. Im Juli 1159 wurde die mit Mailand verbündete Stadt Crema angegriffen. Barbarossa griff zum Terror als Kampfmittel. Gefangene wurden vor den Augen der Einwohner gehängt. Dies entfesselte im Belagerungskrieg eine Gewaltspirale. Von beiden Seiten wurden demonstrativ die Gefangenen in Sichtweite des Gegners hingerichtet. Um den Jahreswechsel lief Marchese, der Kriegstechniker der Cremasken, zu Barbarossa über. Für seinen Seitenwechsel wurde er mit reichen Geschenken geehrt. Durch sein Expertenwissen konnte im Januar 1160 Crema unterworfen werden. In demütigender Weise durften die bezwungenen Cremasken nicht ihre Tore benutzen, sondern mussten die Stadt durch eine enge Mauerbresche verlassen. Barbarossa half ihnen durch die schmale Bresche hinauszuziehen, schenkte ihnen das Leben und konnte sich so als barmherziger Herrscher inszenieren.
Der Kaiser verfügte für seinen Kampf gegen Mailand noch über verhältnismäßig wenige Kräfte. In Erfurt wurde am 25. Juli 1160 unter Leitung Rainalds von Dassel die erneute Heerfahrt beschworen. Im Frühjahr 1161 konnte der Kampf mit Mailand weitergeführt werden. Mit Unterstützung seiner Verbündeten wurde die Stadt durch die Verwüstung seiner Anbauflächen geschädigt und ranghöhere Gefangene wurden systematisch verstümmelt. Die Fürsten nutzten die Kämpfe gegen Mailand zum persönlichen Ruhmerwerb. Die dramatische Versorgungslage zwang Mailand im März 1162 zu kapitulieren. Unter den Fürsten, die um die Gunst beim Kaiser rivalisierten, kam es zum Streit um die führende Rolle bei den Vermittlungen über das besiegte Mailand. Insbesondere Rainald von Dassel, der durch die Mailänder Steinwürfe persönlich in seiner Ehre beleidigt worden war, wollte die Ehre des Kaisers wahren und seine persönliche möglichst glanzvoll wiederhergestellt sehen. Er bestand daher auf einer möglichst vollständigen Unterwerfung Mailands. Dabei torpedierte er die Vermittlungsaktionen friedensbereiter Fürsten, um einen Prestigegewinn seiner fürstlichen Rivalen beim Kaiser zu verhindern. Mit seiner Vorstellung einer bedingungslosen Unterwerfung konnte sich Rainald schließlich beim Kaiser durchsetzen.
Die Unterwerfung (deditio) zog sich fast eine Woche hin und verdeutlichte in mehreren Akten symbolisch die Verherrlichung der kaiserlichen Macht. Mailand musste sich Anfang März gleich viermal in Lodi und somit in jener Stadt demütig unterwerfen, die durch ihre Klagen 1153 den Konflikt ausgelöst hatte. Die Mailänder Konsuln, 300 Ritter und ein Teil des Fußvolks mussten sich Barbarossa unterwerfen. Als Strafe für ihren Ungehorsam und als Zeichen für ihre verdiente Hinrichtung trugen die Ritter Schwerter auf dem Nacken und die einfachen Soldaten Stricke um den Hals. Im Zentrum der Kapitulationszeremonie musste der Mailänder Kriegstechniker Guintelmo die Schlüssel der Stadt überreichen. Seine besondere Rolle im Unterwerfungsritual verdeutlicht die Bedeutung dieser Spezialisten während der Kriegsführung. Auf dem Höhepunkt der Inszenierung musste vom Mailänder Fahnenwagen (Carroccio) die Mastspitze vor Barbarossa als Zeichen der Selbsterniedrigung zu Boden geneigt werden. Als wichtigstes Herrschaftszeichen der Kommune und mit dem Bild des Stadtheiligen Ambrosius auf der Mastspitze erklärt sich die besondere Bedeutung des Fahnenwagens beim Unterwerfungsritual. Nach der bedingungslosen und demütigenden Unterwerfung wurde Mailand wochenlang über die eigene Zukunft im Unklaren gehalten. Schließlich ließ Barbarossa am 26. März auf maßgebliches Betreiben der Städte Cremona, Pavia, Lodi, Como und ihrer anderen Gegner die Stadt zerstören. Die Mailänder mussten zuvor ihre Stadt verlassen und wurden in Dörfer umgesiedelt. Der Zugang in ihre Stadt blieb den Mailändern ab 1162 verwehrt. Sie mussten außerhalb der Stadt neue Siedlungen errichten. Das Ritual der deditio verlor damit für Mailand für die gütliche Beilegung von künftigen Konflikten seine Glaubwürdigkeit und Funktionsfähigkeit. Das epochale Ereignis führte dazu, dass die Kaiserurkunden bis in den August 1162 „nach der Zerstörung Mailands“ (post destructionem Mediolani) datiert wurden. Mailands Verbündete Brescia, Piacenza und Bologna unterwarfen sich innerhalb weniger Wochen.
Seine Machtstellung nutzte Barbarossa, um eine direkte Reichsverwaltung in Oberitalien auf dem Prinzip der Stellvertretung durchzusetzen. Kaiserliche Legaten wurden als Stellvertreter in Italien eingesetzt. Sie hielten Gericht, nahmen die Treueide der Bevölkerung entgegen und erhoben Abgaben. Durch diese Vielzahl an Herrschaftsakten wurde kaiserliche Herrschaft in bislang nicht bekanntem Ausmaß für die Kommunen spürbar. Durch die allgemein gehaltenen Handlungsanweisungen des Kaisers „nach der Mehrung der Ehre des Reiches“ und die noch fehlende Zentralverwaltung bedingt, übten seine Amtsträger die kaiserliche Stellvertreterfunktion aus eigener Initiative und nach dem vermuteten Willen des Kaisers aus. Die Erschließung von Geldquellen für Barbarossa nutzten die kaiserlichen Amtsträger aber auch zur Steigerung des eigenen Einflusses und Ansehens. Dies wurde von den Städten zugleich als persönliche Bereicherung empfunden.
Unter dem Eindruck des Sieges über Mailand war für Barbarossa im Papstschisma Alexander III. weiterhin nicht als rechtmäßiger Papst akzeptabel. Der Kaiser vertraute vielmehr auf seine militärische Macht und auf die stadtrömische Basis Viktors IV. Alexander war Ende 1161 nach Frankreich geflohen. Der französische König Ludwig VII. befand sich zu der Zeit mit dem englischen König in Konflikt und drohte mit dem Staufer einen neuen Gegner zu bekommen. Die Papstfrage wollten beide Herrscher im August 1162 bei einem Treffen im burgundischen Dorf Saint-Jean-de-Losne entscheiden. Dabei sollte Alexander von Ludwig und Viktor von Barbarossa beim Treffen erscheinen. Barbarossa lud jedoch die Anhänger Alexanders im Episkopat gar nicht erst ein. Alexander berief sich weiterhin auf die Nichtjudizierbarkeit des Papstes und blieb dem Treffen fern. Eine zweite Begegnung innerhalb von drei Wochen scheiterte an der schwierigen Versorgungslage für die mehr als 3000 Personen auf kaiserlicher Seite. In dieser prekären Situation ließ Barbarossa eine Synode nur mit dem kaisertreuen Episkopat und ohne den französischen König abhalten. Er verkündete, dass Provinzkönige (provinciarum reges) sich anmaßten, zum Schaden des Römischen Reiches in Rom einen Bischof einzusetzen, und damit Hoheitsrechte in einer fremden Stadt ausüben wollten, die ihnen nicht gehörte. Nach der Argumentation von Barbarossas Kanzler Rainald habe der Kaiser als Schutzherr der Römischen Kirche das Recht, die Papstfrage nur von Geistlichen des Imperiums entscheiden zu lassen. Die Beteiligung des französischen Königs sei daher nicht erforderlich. Rainald soll Ludwig VII. sogar als „Königlein“ (regulus) bezeichnet haben. Diese Argumentation stieß an den anderen europäischen Höfen auf große Ablehnung. Heinrich II. und Ludwig VII. schlossen Ende September 1162 Frieden und erwiesen Alexander die einem Papst zustehende Ehre.

### Dritter Italienzug (1163–1164)

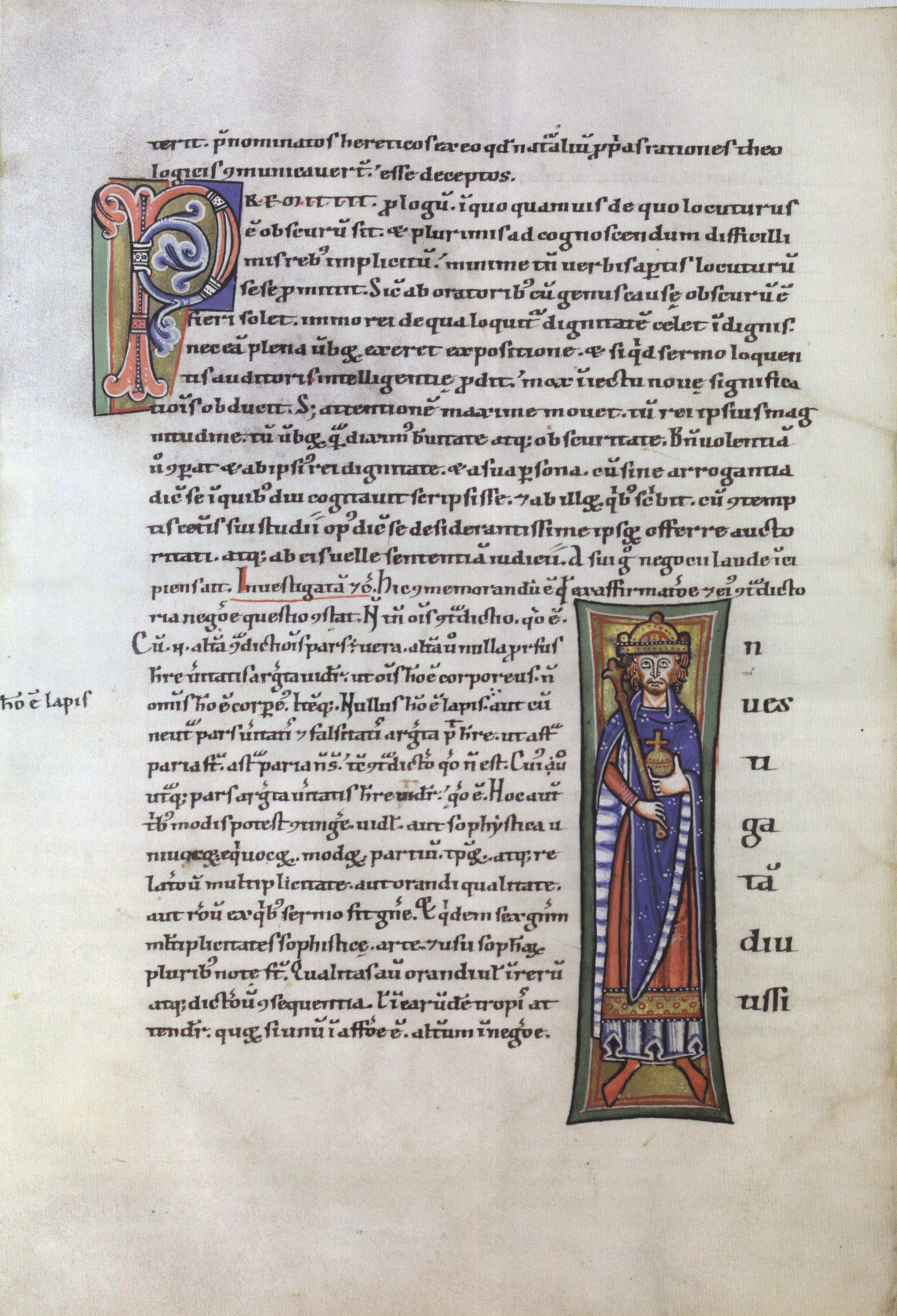
Barbarossa-Miniatur in der Freiburger Handschrift aus dem 12. Jahrhundert (Fol. 4v der Handschrift 367, Universitätsbibliothek Freiburg im Breisgau).

Der dritte Italienzug sollte mit Unterstützung der Seestädte Genua und Pisa den Zugriff auf Sizilien bringen. Dabei wurde Barbarossa mit dem Unmut der Städte über die neuartigen und erhöhten Abgaben und über den Despotismus seiner Verwalter konfrontiert. In die Zuständigkeiten seiner Legaten konnte er aus Rücksicht auf den honor seiner wichtigsten Berater nicht eingreifen. Zudem war ohne die Unterstützung seiner Legaten sein Herrschaftsanspruch nicht durchsetzbar. Die durchgeführten Maßnahmen aufzuheben hätte ihre Autorität untergraben und die Treuebindung seiner wichtigsten Berater schlecht vergolten. Diese Bindungen waren jedoch für die Grundlage seiner Herrschaftsausübung überaus bedeutsam. Da der Kaiser die Klagen gegen seine Amtsträger nicht zuließ, schlossen sich Verona, Padua, Vicenza sowie Venedig Anfang 1164 zur societas Veronensium (Veroneser Bund) zusammen. Ferrara, Mantua und Treviso gelang es, für ihr Versprechen, dem Bund nicht beizutreten, dem Kaiser mit der freien Wahl ihrer Konsuln, der Beibehaltung ihrer bisherigen Rechtsgewohnheiten und dem Verzicht auf Regalienzins zahlreiche Zugeständnisse abzuringen. Gegen den Städtebund mangelte es Barbarossa im Juni 1164 an Unterstützung, so dass er sich auf keinen Kampf einließ und im September 1164 nach Norden abzog.

### Kampf gegen Alexander III. im Reich (1165–1166)

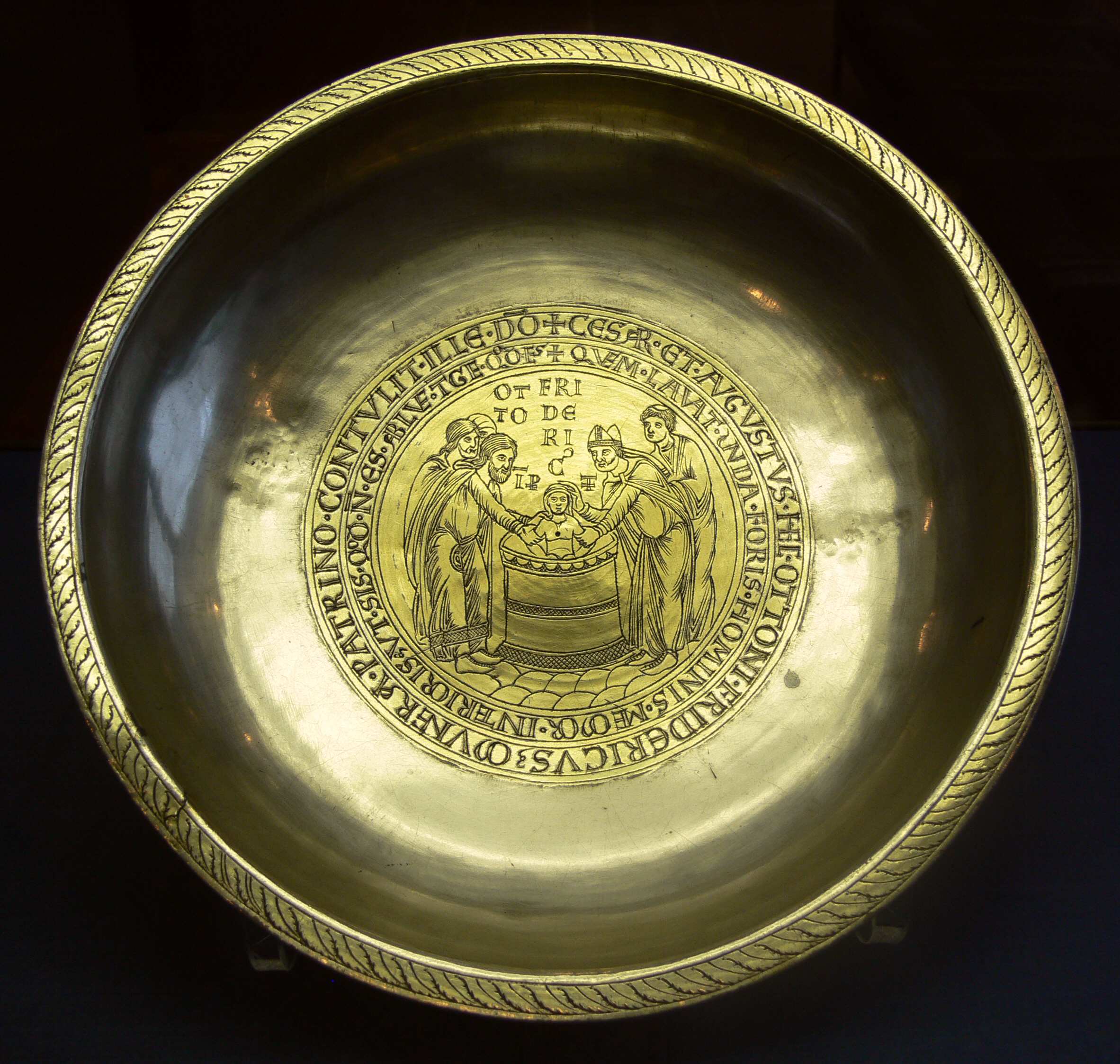
Die sogenannte Taufschale Barbarossas. Zwischen 1165 und 1170 schenkte Barbarossa seinem Taufpaten Otto von Cappenberg eine um 1160 womöglich in Aachen gefertigte silbervergoldete Schale, auf welcher ein Bild seiner Taufe eingraviert ist. Sie befindet sich heute im Kunstgewerbemuseum der Staatlichen Museen zu Berlin (Inv.-Nr. 33, 25).

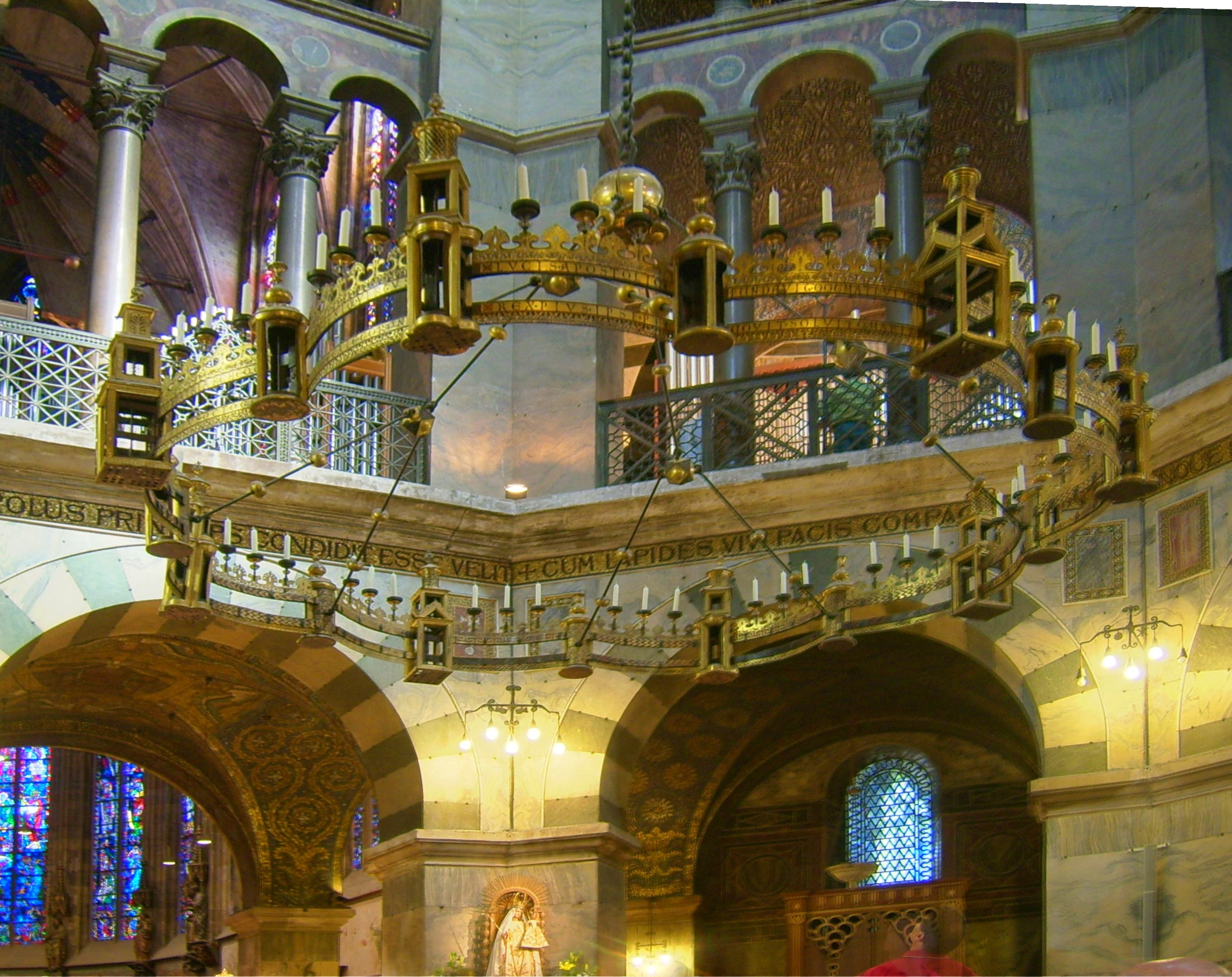
Der achteckige Barbarossaleuchter im Aachener Dom wurde im Umfeld der Heiligsprechung Karls des Großen von Friedrich I. gestiftet.

Am 20. April 1164 war Viktor in Lucca verstorben. Die Möglichkeit zur Beendigung des Schismas wurde durch die rasche Erhebung Paschalis III. durch Rainald, der dabei im vermuteten Sinn des Kaisers handelte, zunichtegemacht. Die Wahl fand außerhalb Roms statt, was die Vorbehalte gegen die Legitimität Paschalis’ verstärken sollte. Ende 1164 konnte Alexander daher nach Rom zurückkehren; die Stadt sollte dadurch für den Kaiser zum militärischen Ziel werden. Aber auch im Reich neigten die Erzbischöfe von Magdeburg, Mainz und Trier sowie fast die gesamte Kirchenprovinz Salzburg zu Alexander. Die Hoffnung auf eine Rückkehr zur Einheit der Kirche war im Reich weit verbreitet. Für Barbarossa war es entscheidend, den Reichsepiskopat in der Papstfrage eng an sich zu binden. Zu Pfingsten 1165 wurde ein Hoftag in Würzburg einberufen. In den Würzburger Eiden 1165 verpflichtete sich Barbarossa, nur Paschalis und seine Nachfolger, jedoch nie Alexander III. und dessen Nachfolger anzuerkennen. Damit war jede politische Verständigungsmöglichkeit ausgeschlossen. Die Durchsetzung Paschalis’ war fortan für Barbarossa aufs Engste mit seinem eigenen Schicksal verbunden. Vierzig weitere Fürsten verpflichteten sich ebenfalls durch Eid. Erzbischof Wichmann von Magdeburg und einige weitere leisteten den Eid nur unter Vorbehalt. Die Erzbischöfe Hillin von Trier und Konrad von Salzburg waren nicht erschienen. Im Sommer 1165 wurde Konrad in seiner eigenen Kirchenprovinz von Barbarossa isoliert, indem dieser die Salzburger Suffragane von Freising, Passau, Regensburg und Brixen sowie Konrads Bruder Herzog Heinrich Jasomirgott von Österreich auf die Würzburger Eide festlegte. Nach mehrmaligen Ladungen erschien Konrad am 14. Februar 1166 in Nürnberg. Ihm wurde von Barbarossa vorgeworfen, dass er weder die Regalien vom Kaiser noch die Spiritualien von Paschalis III. empfangen habe und das Erzbistum durch Raub in Besitz genommen habe. Konrad erwiderte, dass er dreimal um die Regalien nachgefragt habe und diese ihm jedoch verweigert worden seien, weil er Paschalis, der nicht rechtmäßiger Papst sei, nicht habe anerkennen wollen. Konrad verlor daraufhin die Huld des Kaisers. Nach gescheiterten Vermittlungsversuchen wurden die Besitzungen der Salzburger Kirche an Laien verlehnt und das Bistum verwüstet.
Barbarossa war 1165 an der Heiligsprechung Karls des Großen und der Erhebung seiner Gebeine in Aachen beteiligt. Seine Beteiligung ist durch die „zeitübliche Heiligen- und Reliquienverehrung“ und der Sorge um das eigene Seelenheil zu erklären und weniger mit einem Konzept, das Reich oder das staufische Kaisertum unabhängig vom Papsttum sakral zu überhöhen. Die Initiative für diese Heiligsprechung ging nach Knut Görich von den Aachener Stiftsklerikern aus, die Ansehen und Vorrangstellung ihrer Kirche als Krönungsort festigen und steigern wollten. Ein heiliger Vorgänger als Kaiser brachte Barbarossa einen schwer abschätzbaren Legitimationsgewinn.
Im Jahre 1166 wurde auf Betreiben Barbarossas auf einem Hoftag in Ulm die Tübinger Fehde durch ein Unterwerfungsritual beigelegt. Der Pfalzgraf Hugo von Tübingen musste sich mehrmals unterwerfen. Dabei ließ Barbarossa erstmals einen Adligen öffentlich fesseln. Anscheinend sollte durch eine besondere Demonstration von Härte und Unnachgiebigkeit die verletzte Ehre von Hugos Fehdegegner Welf VII. wiederhergestellt werden.

### Vierter Italienzug (1166–1168): Sieg bei Tusculum und Seuchenkatastrophe

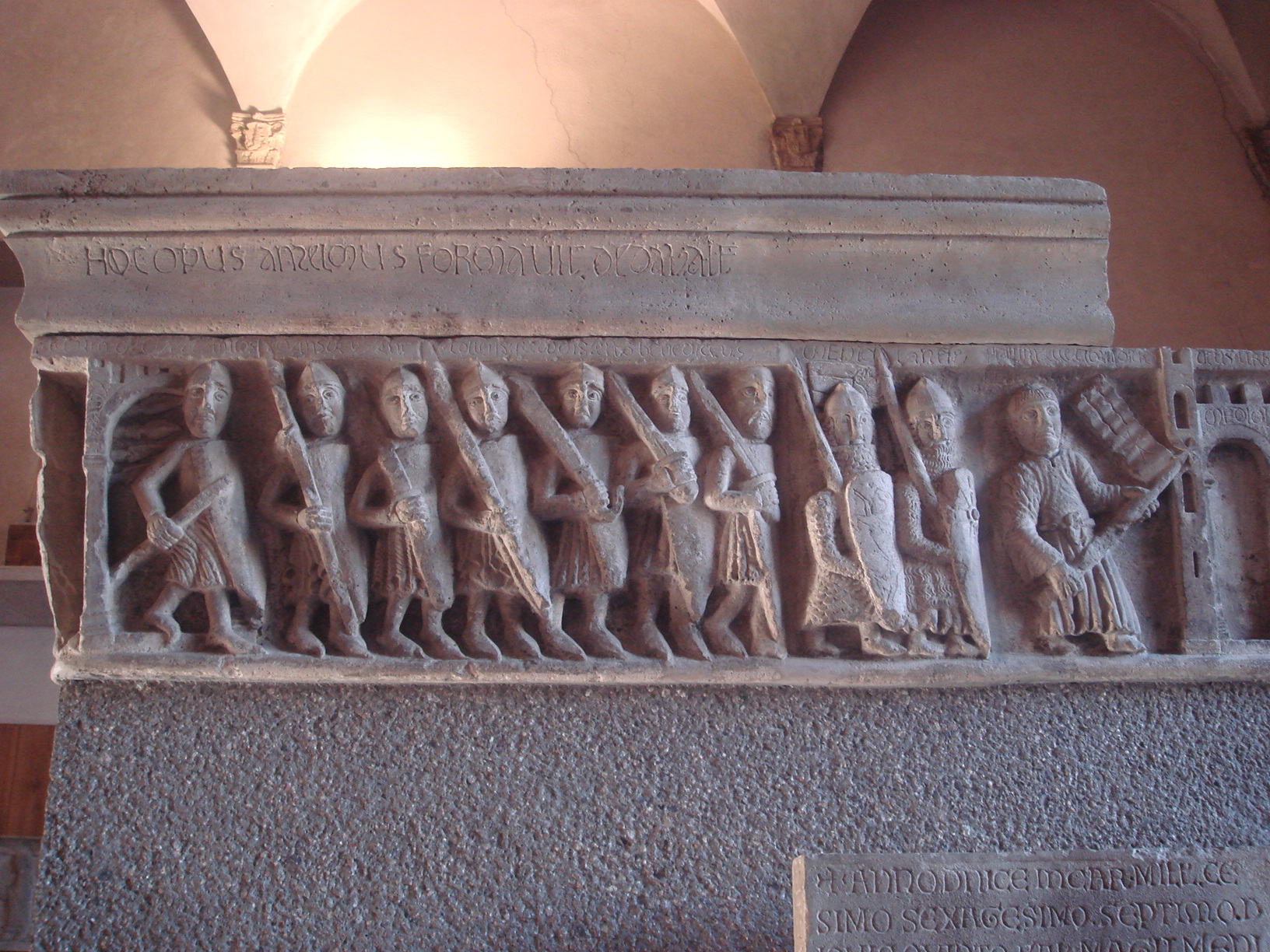
Reliefs, die heute im Castello Sforzesco in Mailand verwahrt werden, zeigen die Vertreibung und die Rückkehr der Mailänder Bevölkerung vor bzw. nach der Zerstörung Mailands durch Barbarossas Truppen. Das Relief illustriert die Unterstützung der Mailänder bei der Rückführung in ihre Stadt. Zwei milites mit langen Kettenhemden und besser ausgerüsteten Schwertern und Schilden führen eine bewaffnete Gruppe Fußsoldaten an. Ein Geistlicher führt als Fahnenträger den Zug an. Das mit Bergamo markierte Stadttor verdeutlicht die Hilfe der Stadt, die sonst mit Mailand verfeindet war.

Der ruhmlose Abzug 1164 und die mangelnde Unterstützung in Italien machten einen vierten Italienzug notwendig. Dorthin brach Barbarossa im November 1166 erneut auf, auch um das Schisma zu beenden. Alexander III. sollte besiegt und Papst Paschalis III. in Rom inthronisiert werden. Da die fürstliche Unterstützung zur Heerfolge nachließ, wurden aus den niederrheinischen Gebieten Brabanzonen genannte Söldner angeheuert. Die kaiserlichen Legaten sollten außerdem die Ressourcen für den Italienzug gründlich ausschöpfen. In Mailand wurde die Eintreibung von Steuern und Abgaben durch eine neue Steuerliste systematisiert. Ungeachtet der Klagen der lombardischen Großen in Lodi wurde die strenge Reichsverwaltung beibehalten. Infolge der materiellen Belastungen und der Missachtung bisheriger Rechtsgewohnheiten formierte sich im März 1167 mit Cremona, Bergamo, Brescia, Mantua und Ferrara der lombardische Städtebund. Die bislang miteinander verfeindeten Kommunen fanden durch die kaiserliche Willkürherrschaft schnell zusammen. Mailand gelang durch zahlreiche Zugeständnisse die Aufnahme in den Bund. Durch den Schutz des Stadtbundes konnten die Mailänder im April in ihre verwüstete Stadt zurückkehren.
Barbarossa zog währenddessen weiter nach Süden. Ancona, das alle Abgaben verweigerte, wurde von Barbarossa unterworfen. Die Erzbischöfe von Köln und Mainz, Rainald und Christian, hatten Ende Mai 1167 die Römer in der Schlacht von Tusculum vernichtend geschlagen. Die Nachricht von dem Sieg über die Römer erreichte Barbarossa am Ende der Belagerung von Ancona. Auf Betreiben einiger normannischer Adliger in seinem Heer wurde jedoch noch ein kurzer Streifzug an die nördliche Grenze Siziliens unternommen. Es blieb die einzige Expedition des vielgeplanten und immer wieder verschobenen Zuges gegen den normannischen König.
Der Belastung durch die große Sommerhitze ausgesetzt, erreichte Barbarossa am 20. Juli 1167 Rom. Es gelang, St. Peter zu erobern und Paschalis III. am 30. Juli in Rom einzusetzen. Der zunächst in der Stadt Rom von kaiserlichen Truppen eingeschlossene Alexander konnte nach Benevent fliehen. Wenige Tage später brach im kaiserlichen Heer eine durch die Augusthitze geförderte Ruhrepidemie aus. Sie hatte mit dem Tod zahlreicher Erbsöhne tiefgreifende dynastische Folgen für den Laienadel. Der Seuche erlagen die Bischöfe Konrad von Augsburg, Alexander von Lüttich, Daniel von Prag, Eberhard von Regensburg, Gottfried von Speyer und Hermann von Verden, der Kölner Erzbischof Rainald von Dassel, die Herzöge Friedrich von Rothenburg und Welf VII., Theobald von Böhmen, Berthold von Pfullendorf, mehrere Konsuln aus den verbündeten Kommunen, darunter der Lodeser Chronist Acerbus Morena sowie 2000 Ritter. Das Scheitern von Barbarossas Italienpolitik zeichnete sich ab. Am 1. Dezember 1167 erfolgte der Zusammenschluss des Lombardenbundes mit dem Veroneser Bund. Die kaiserliche Verwaltung brach bis auf die Verbündeten Novara, Vercelli und Pavia zusammen. Das Vorgehen des Lombardenbundes zwang Barbarossa zum überstürzten Rückzug nach Pavia. Aus Angst um sein Leben floh Barbarossa mitten in der Nacht als Pferdeknecht verkleidet aus Susa über den einzigen freien Alpenpass.

### Jahre im Reich (1168–1174)
Die kommenden sechs Jahre waren die längste Zeit, die Barbarossa seit seiner Königswahl nördlich der Alpen verbrachte. Sein Aufenthaltsort ist dabei teilweise über Monate unbekannt. Durch die vielen Todesfälle infolge der Seuche erwarb Barbarossa systematisch die Güter erbenloser Hochadliger. Es entstand ein nahezu geschlossenes Königsland nördlich des Bodensees, im Alpenvorland und im östlichen Schwaben. 1168/69 schlichtete Barbarossa einen Streit zwischen Heinrich dem Löwen und seinen sächsischen Gegnern, indem er die übermächtige Stellung Heinrichs des Löwen unverändert beließ und damit aber auch die Klagen, die den Konflikt mit ausgelöst hatten, einfach überging. 1169 wurde Barbarossas vierjähriger Sohn Heinrich VI. in Bamberg zum Nachfolger gewählt und zwei Monate später in Aachen gekrönt. Barbarossa machte Alexander den Vorschlag, ihn zu dulden; er wollte ihn jedoch nicht persönlich als Papst anerkennen. Sein Sohn Heinrich sollte sich seiner Autorität unterordnen, wenn Alexander ihn dafür zum Kaiser krönen werde. Barbarossa selbst wollte jedoch nicht gezwungen werden, „einen anderen Papst anzuerkennen als Petrus selbst und die Päpste im Himmel“. Die Verhandlungen scheiterten daher. Am 8. Juni 1170 erklärte Barbarossa in Fulda, dass er Roland niemals als Papst (Alexander III.) anerkennen werde.

### Fünfter Italienzug (1174–1176): Niederlage von Legnano
Im Frühjahr 1168 hatten die Konsuln ihre Siedlung „zu Ehren des Papstes“ und zur Schande des Kaisers Alexandria (Alessandria) genannt. Die Siedlung wurde vom Lombardenbund als civitas anerkannt und von Papst Alexander zum Bistum erhoben. Dies war insoweit eine Provokation gegenüber Barbarossa, da Städtegründungen zum kaiserlichen Vorrecht gehörten. In kaiserlichen Schriftstücken wurde die Stadt abwertend als „Strohstadt“ tituliert. 1174 brach Barbarossa zu seinem fünften Italienzug auf. Noch Jahre später begründete Barbarossa den Italienzug damit, dass die Stadt „gegen unsere und des Reiches Ehre“ (contra honorem nostrum et imperii) gegründet wurde und er nach Italien zog mit der Absicht, die Beleidigung zu rächen. Die Belagerung zog sich wegen widrigen Wetters über mehrere Monate hin. Der heranrückende Lombardenbund brachte im April 1175 die vier Fahnenwagen der Kommunen von Piacenza, Mailand, Verona und Brescia in Sichtweite zum Kaiser in Stellung. Eine Schlacht wurde wegen des unkalkulierbaren Risikos jedoch vermieden. In Friedensgesprächen konnte keine Einigkeit über den künftigen Status Alessandrias erzielt werden. Dennoch wurde am 17. April der Frieden von Montebello geschlossen. Der Streitpunkt Alessandria wurde auf die Zukunft vertagt. Die beiden Befehlshaber des Bundes mussten sich Barbarossa demütig unterwerfen und ihm die Schwerter übergeben, die sie über ihrem Nacken getragen hatten. Durch die Unterwerfung wurde symbolisch Genugtuung für die ihm zugefügte Ehrverletzung geleistet und der honor imperii wiederhergestellt. Dafür gab Barbarossa ihnen als Zeichen für die Wiedererlangung seiner Huld den Friedenskuss. Das bedeutete allerdings auch eine symbolische Anerkennung des Bundes. Wenige Wochen später war Barbarossa jedoch nicht mehr bereit, sich in der Angelegenheit Alessandrias (negocium Alexandrie) einem Schiedsgerichtsverfahren mit offenen Ausgang zu unterwerfen.

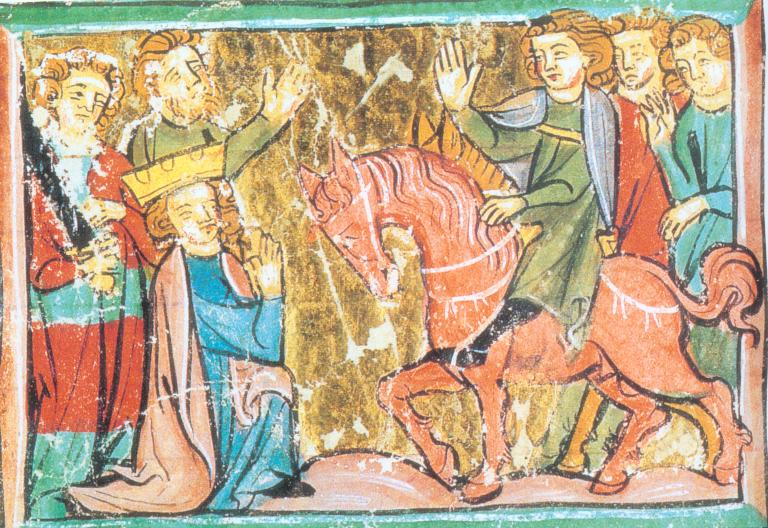
Angeblicher Fußfall Barbarossas vor Heinrich dem Löwen in Chiavenna 1176. Hinter dem knienden und bittenden Kaiser stehen ein Gefolgsmann und ein Schwertträger. Ob es tatsächlich zu einem Fußfall des Kaisers kam, ist umstritten, da nur spätere Quellen, und diese teilweise unterschiedlich, davon berichten. Dass Heinrich hoch zu Pferd sitzt, lässt seine Haltung noch überheblicher erscheinen und Barbarossas kniefällige Bitte für diesen besonders demütigend. Sächsische Weltchronik, vor 1290, Bremen, Staats- und Universitätsbibliothek, msa 0033, fol. 88va

Im November 1175 forderte Barbarossa Unterstützung im Kampf gegen die lombardischen Städte. Die folgenden Ereignisse sind aus den Quellen nicht widerspruchsfrei zu rekonstruieren. Gesichert ist nur der Dissens zwischen Heinrich dem Löwen und Friedrich Barbarossa. Alle Quellen sind Jahre oder gar Jahrzehnte später abgefasst worden und waren vom Wissen um die Entmachtung des Löwen beeinflusst. Alle sächsischen Fürsten sollen der Bitte gefolgt sein, nur Heinrich der Löwe habe sich geweigert und soll von Barbarossa zu einer Unterredung nach Chiavenna nördlich des Comer Sees gebeten worden sein. Anfang 1176 trafen sich beide anscheinend in der Reichsburg Chiavenna. Möglicherweise fiel der Kaiser sogar vor dem Herzog auf die Knie, um die Dringlichkeit seiner Bitte zu unterstreichen. Heinrich lehnte die Bitte jedoch ab und brach dadurch mit der gesellschaftlichen Konvention, ein durch Fußfall eines Höheren vor dem Rangniederen manifestiertes Ersuchen zu akzeptieren. Die Stellung eines Heereskontingents machte der Herzog wohl von der Übergabe der Stadt Goslar mit ihren reichen Silberminen abhängig. Dies jedoch lehnte Barbarossa ab. Barbarossa ist zugleich der letzte König, von dem eine so demütigende Bitte überliefert ist.
Die Schlacht von Legnano entstand aus einer zufälligen Begegnung am 29. Mai 1176 zwischen einer Abteilung lombardischer Ritter und der kaiserlichen Vorhut. Sie entwickelte eine unkontrollierte Eigendynamik. Der Ansturm des kaiserlichen Heeres endete abrupt am Mailänder Fahnenwagen, dessen Eroberung wegen seiner symbolischen Bedeutung für die Freiheit und Ehre der Stadt ein wichtiges Ziel im Kampf war. Barbarossa konnte mit Mühe entkommen und erreichte Anfang Juni Pavia. Dort soll man ihn schon für tot gehalten haben.

### Friedensschluss von Venedig (1177)

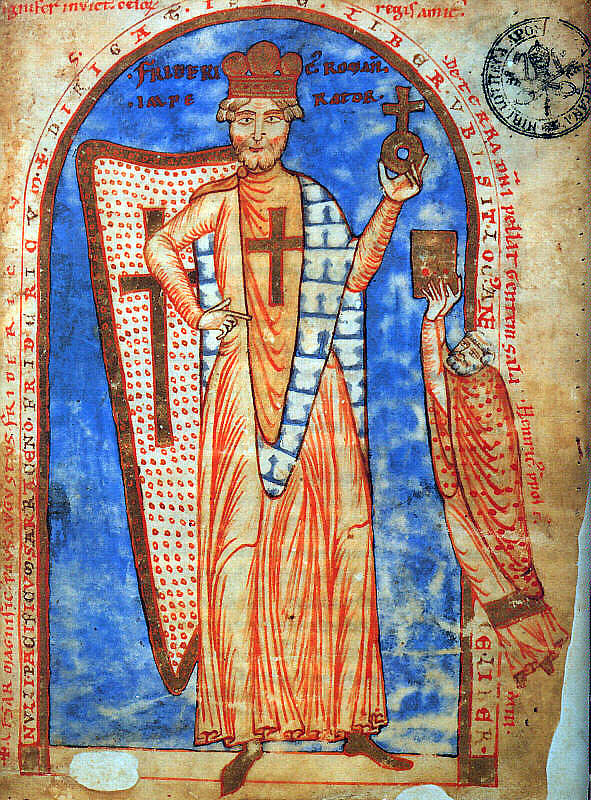
Barbarossa mit Krone und Reichsapfel. Die Kreuze auf Mantel und Schild zeigen ihn als Kreuzfahrer. Der Propst Heinrich von Schäftlarn überreicht ihm ein Buch, das die Geschichte des Ersten Kreuzzugs behandelt. Die Versumschriften feiern Barbarossa als „unbesiegbaren Bannerträger und Freund des himmlischen Königs“ und drücken die Hoffnung aus, dass er das Heidenvolk Saladins aus dem Land des Herrn vertreiben wird. Miniatur in der Historia Hierosolymitana Roberts von Saint-Remi, 1188/89, Vatikanische Apostolische Bibliothek, Vat. Lat. 2001, fol. 1r

Der Ausbruch einer Malariaerkrankung im Sommer 1176 bei Barbarossa und damit die Furcht des exkommunizierten Kaisers um sein Seelenheil waren entscheidend für die Aufnahme von Verhandlungen mit Alexander III. Wesentlichen Anteil am sogenannten Vorvertrag von Anagni für die Friedensbedingungen im November 1176 hatte der vom Kaiser als Vermittler bestimmte Erzbischof Wichmann von Magdeburg. Der Vertrag sah vor, dass Barbarossa Alexander die „geschuldete Ehrerweisung“ (debita reverentia) durch Zügel- und Bügeldienst, Fußfall und Fußkuss erweisen sollte, die ihm als rechtmäßigem Papst zustanden. Seit Mitte Mai 1177 wurde in Venedig über den Frieden verhandelt. Noch vor der persönlichen Begegnung mit dem Kaiser löste Alexander Barbarossa vom Bann. Der kaiserliche Gesichtsverlust durch die öffentliche Anerkennung des Papstes sollte durch eine öffentliche Unterwerfung des Lombardenbundes unter kaiserliche Herrschaft kompensiert werden. Mit den Kommunen konnte jedoch nur ein auf sechs und mit dem normannischen König ein auf fünfzehn Jahre befristeter Waffenstillstand geschlossen werden. Das sorgfältige Austarieren von Erhöhung und Erniedrigung kaiserlicher Würde und Macht wäre dadurch fast gescheitert, hätten die Erzbischöfe von Magdeburg und Mainz nicht gedroht, Alexander III. als rechtmäßigen Papst anzuerkennen. Mit dem drohenden Übertritt der Vermittler zur Konfliktpartei, wäre Barbarossa jedoch als Friedensbrecher im Reich isoliert gewesen. Barbarossa legte daraufhin, so der Erzbischof Romuald von Salerno, „die löwenhafte Wildheit ab, nahm die Sanftmut eines Schafes an“ und akzeptierte ihren Vorschlag. Am 24. Juli 1177 unterwarf sich Barbarossa Papst Alexander III. und erwies ihm die geforderten Ehrendienste und damit die Anerkennung als rechtmäßig gewählter Papst. Andere Fragen, wie der umfangreiche Besitz der Mathildischen Güter in Mittelitalien, wurden auf später verschoben. Barbarossa wurde von Alexander wieder als „Sohn der Kirche“ angenommen. Der Konflikt mit dem Papst war damit beigelegt. Barbarossa zog in den Norden und ließ sich im Juli 1178 in Arles zum König von Burgund krönen. Damit wollte er die neuerrungene Autorität des Kaisertums und die Reichsherrschaft über Burgund demonstrativ zur Schau stellen.

### Sturz Heinrichs des Löwen (1180/81)
Während die ältere Forschung im Kaiser die treibende Kraft beim Sturz des Löwen sah, werden in der neueren Forschung eher die Fürsten als Initiatoren angesehen. Am 6. Juli 1174 wird Heinrich der Löwe das letzte Mal in den Zeugenreihen der Urkunden Barbarossas genannt, 1181 wurde er gestürzt. Bereits im Frieden von Venedig wurde festgelegt, dass der auf Initiative Heinrichs 1160 vertriebene Bischof Ulrich von Halberstadt sein Amt zurückerhalten solle. Im Herbst 1177 begann Ulrich von Halberstadt in Sachsen den Kampf gegen Heinrich den Löwen um die Halberstädter Kirchenlehen. Unterstützung erhielt er 1178 vom aus Italien heimgekehrten Philipp von Köln. Der Erzbischof fiel in den westfälischen Teil des Herzogtums ein. Im November 1178 auf dem Hoftag zu Speyer nahm Barbarossa erstmals die Klagen der sächsischen Gegner des Löwen an. Auf einem Hoftag in Worms sollte sich der Herzog für sein aggressives Auftreten gegenüber dem sächsischen Adel verantworten. Heinrich erschien jedoch zwischen dem 6. und 13. Januar 1179 nicht in Worms. Vor Gericht zu erscheinen hätte bedeutet, dass er die gegen ihn geführte Klage als berechtigt anerkannt hätte. Der Ungehorsam gegen die Ladung und die demonstrative Missachtung von Kaiser, Fürsten und Gericht traf Barbarossas Herrschaftsanspruch und war eine Verletzung der Ehre des Reiches (honor Imperii). Heinrichs Verhalten durfte nicht ungesühnt bleiben. Es erging daraufhin auf dem Wormser Hoftag vom Januar 1179 ein „Feststellungsurteil“, wonach ihm im Wiederholungsfall die Acht angedroht werde. Auch auf einem Hoftag am 24. Juni 1179 in Magdeburg erschien Heinrich nicht.
Das Herzogtum Sachsen wurde auf dem Hoftag in Gelnhausen Ende März 1180 aufgeteilt. Heinrich der Löwe wurde als Majestätsverbrecher verurteilt und seine Reichslehen wurden eingezogen. In der für Erzbischof Philipp von Köln ausgestellten Gelnhäuser Urkunde von 1180 werden die Vorwürfe, die zur Verurteilung führten, aufgelistet: die Unterdrückung der Freiheit (libertas) der Kirchen Gottes und der Adligen, die Missachtung der nach Lehnrecht ergangenen dreimaligen Ladung vor das Hofgericht und die mehrfache Verachtung der kaiserlichen Majestät (pro multiplici contemptu nobis exhibito). In der Narratio der Urkunde werden die Einmütigkeit, der Rat und die Zustimmung der Gesamtheit der Fürsten und des Hofes betont. Barbarossa wurde dabei das traditionelle Vorrecht, bei einer Unterwerfung Gnade walten zu lassen, genommen. Die Fürsten wollten damit möglichen Vergeltungsmaßnahmen eines später durch Barbarossa restituierten und weiterhin übermächtigen Doppelherzogs vorbeugen. Als Nutznießer dieses Konfliktes erhielt „für die gesamte Zukunft“ Erzbischof Philipp von Köln am 13. April 1180 das westliche Sachsen als neu geschaffenes Herzogtum Westfalen-Engern. Der östliche Teil des Herzogtums Sachsen fiel an Graf Bernhard von Anhalt, der Herzog von Sachsen wurde. Ende September 1180 wurde auf einem Hoftag in Altenburg auch über das Herzogtum Bayern entschieden. Die Steiermark wurde zum Herzogtum erhoben und dem bisherigen Markgrafen Ottokar von Steier verliehen, Graf Berthold IV. von Andechs erhielt die Herzogswürde für Meranien. Mit dem verkleinerten Herzogtum Bayern wurde der bisherige bayerische Pfalzgraf Otto von Wittelsbach belehnt, die Wittelsbacher regierten in Bayern fortan bis 1918. Mit der Teilung Sachsens und Bayerns ging die Geschichte der großen karolingerzeitlichen regna des ostfränkischen Reiches endgültig zu Ende; an ihre Stelle traten fürstliche Herrschaftsbereiche, von denen sich einige zu Landesherrschaften entwickelten. Die Neuordnung begrenzte aber auch die Königsgewalt und begünstigte sowohl in Bayern als auch in Sachsen regionale Adelsdynastien. Der fehlende Konsens mit dem sächsischen Adel ließ Heinrichs Herrschaft schnell zusammenbrechen. Im November 1181 unterwarf Heinrich sich auf dem Hoftag von Erfurt dem Kaiser. Dem Löwen verblieben nur noch seine Allodialgüter um Braunschweig und Lüneburg. Für drei Jahre musste er ins Exil gehen.

### Friede von Konstanz (1183)
Vor Ablauf des in Venedig für sechs Jahre geschlossenen Waffenstillstands wurden 1182 Verhandlungen aufgenommen. Ungeklärt waren die Anerkennung Alessandrias als Stadt (status civitatis) und die Anerkennung der Rechtsgewohnheiten in den einzelnen Städten, die den roncalischen Gesetzen widersprach. Im Juni 1183 wurde der Vertrag von Konstanz geschlossen. Alessandria wurde unter dem Namen Caesarea („die Kaiserliche“) formal neu gegründet und so aus einem Symbol des Widerstands in ein Symbol der Herrschaft umgewandelt. Friedrich sprach dem Bund die Regalien gegen eine einmalige oder jährliche Geldzahlung zu und erkannte die städtische Selbstverwaltung an. Die Städte verpflichteten sich im Gegenzug zur Leistung des Fodrum, einer besonderen Steuer in Reichsitalien bei jedem Italienzug. Die Rechtsgewohnheiten der Kommunen und des Lombardenbundes wurden von Barbarossa anerkannt. Die Konsuln wurden von den Einwohnern bestimmt. Der Kaiser konnte dafür alle fünf Jahre die freie Wahl der Konsuln bestätigen. Damit scheiterte Barbarossas Versuch, eine Sonderentwicklung der Verfassung in Reichsitalien zu verhindern. Die Kommunen waren nun selbstständige Rechtssubjekte und ihre Verfassungen waren legitimiert.

### Ritterlich-höfische Gesellschaft des 12. Jahrhunderts

#### Der Hof Barbarossas
Seit dem 12. Jahrhundert entwickelte sich der Hof zu einer zentralen Institution königlicher und fürstlicher Macht. Die wichtigsten Aufgaben waren die Vergegenwärtigung der Herrschaft durch Feste, Kunst und Literatur. Der Begriff „Hof“ kann als „Präsenz beim Herrscher“ aufgefasst werden. Zu den wichtigsten Funktionen des Hofes zählte die Reglementierung des Zugangs zum Herrscher. Die Großen konkurrierten miteinander um Ansehen und Rang beim Herrscher. Vom Herrscher gehört und in ihrer Ansicht beachtet wurden jedoch nur bestimmte Große. Die Präsenz am Königshof gab den Fürsten die Möglichkeit, den eigenen Rang öffentlich zu demonstrieren.
Der wichtigste Bestandteil des Hofes war die Kanzlei, die für die Ausstellung der Urkunden zuständig war. Aus Friedrichs Herrschaftszeit sind rund 1200 Urkunden erhalten. In der staufischen Kanzlei Barbarossas wurden verstärkt ritterliche Tugenden wie Tapferkeit im Kampf (virtus und fortitudo), Treue im Dienst und das Streben nach irdischem Ruhm (gloria) und weltlicher Ehre (honor) propagiert. Diese Veränderungen in der Herrscherdarstellung vollzogen sich wohl als Reaktion auf die Krise des Königtums im 11. Jahrhundert und vor der Entstehung der ritterlich-höfischen Kultur im 12. Jahrhundert. 1157 findet sich in der Kanzlei erstmals die Bezeichnung „heiliges Kaiserreich“. Es wurde jedoch kein offizieller Sprachgebrauch zu Barbarossas Zeiten. Der Begriff sacrum imperium kam lediglich in weniger als 32 von über 1200 ausgestellten Urkunden vor.
Der Hof Barbarossa zog Experten des gelehrten Rechts, Belagerungstechniker oder Vertreter der neu entstehenden höfischen Dichtung an. Durch die Nähe zur Macht und den Dienst für den Herrscher erhofften sie sich einen Gewinn an Reputation. Die Anziehungskraft des Hofes ließ jedoch in der Spätzeit Barbarossas stark nach. Die Präsenz der weltlichen Reichsfürsten am Hof ging deutlich zurück. Der Hof wurde seit den 1180er Jahren vor allem ein staufischer „Familien- und Freundestreff“. Eine überdurchschnittliche Präsenz am Königshof besaßen nur noch Erzbischof Konrad von Salzburg, Bischof Otto II. von Bamberg und Bischof Hermann II. von Münster. Sie stammten aus den staufernahen Familien der Wittelsbacher, Andechser und Katzenelnbogener. Anders als in der Frühzeit Barbarossas ging der Dienst der Fürsten für Kaiser und Reich zurück. Das Engagement der Fürsten in den italienischen Konflikten ließ durch die Überbeanspruchung menschlicher und materieller Ressourcen zunehmend nach. Zwei Strategien werden sichtbar: Einige Fürsten versuchten in der Nähe des Königs durch geleistete Dienste ihre Vorteile zu suchen und mussten dafür hohe Kosten auf sich nehmen, während sich andere Fürsten königsfern auf den Ausbau ihrer Territorien konzentrierten. Korrespondierend dazu stieg mit der Wende der kaiserlichen Italienpolitik seit 1177 der Anteil der Ministerialen im Umfeld des Kaisers. Die Ministerialen übernahmen Aufgaben in Diplomatie, Kriegsführung und Reichsgutverwaltung.

#### Mainzer Hoffest (1184)

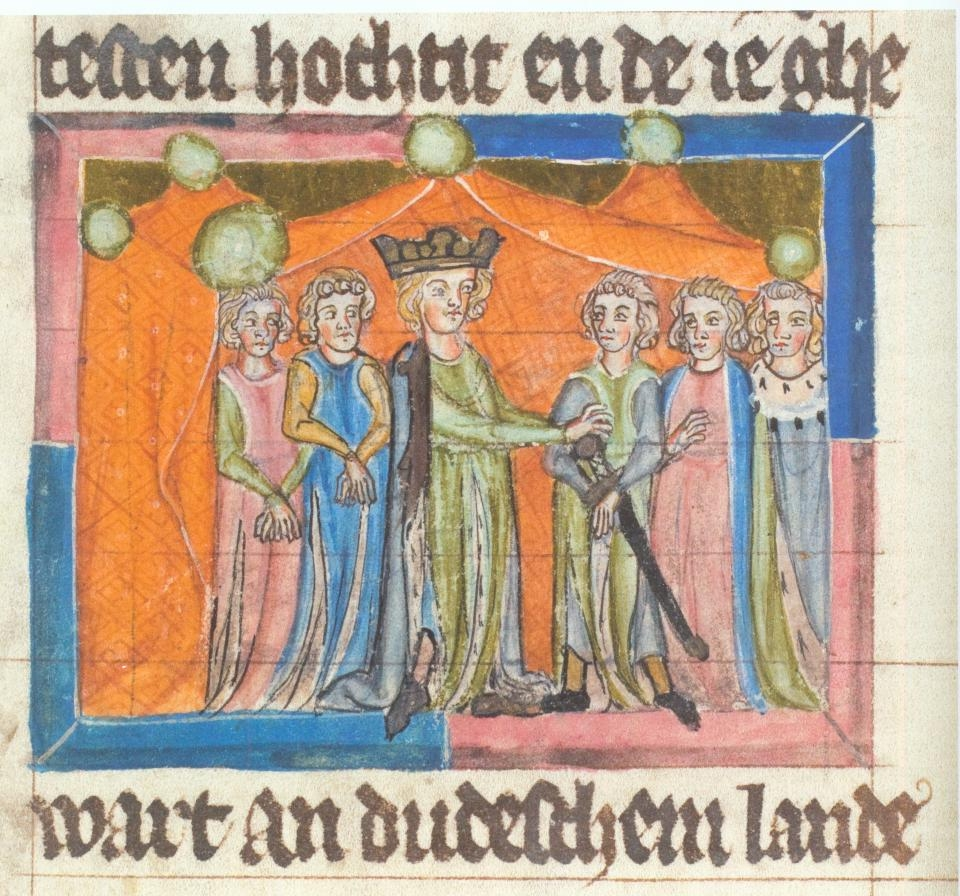
Darstellung des Mainzer Hoffestes in der Sächsischen Weltchronik. Handschrift Berlin, Staatsbibliothek Preußischer Kulturbesitz, Ms. germ. fol. 129, fol. 112r (erstes Viertel des 14. Jahrhunderts)

Auf dem Mainzer Hoffest zu Pfingsten 1184 erhielten Barbarossas Söhne Heinrich und Friedrich die Schwertleite. Sie wurden damit für volljährig und mündig erklärt. Zum Hoffest erschienen sechs Erzbischöfe, neunzehn Bischöfe, zwei Äbte der Reichsklöster, neun Herzöge, vier Markgrafen, drei Pfalzgrafen, der thüringische Landgraf, viele Grafen und Ministerialen. Die hochmittelalterlichen Betrachter schätzten die Zahl der Besucher auf mehrere Zehntausend und gaben damit einen Eindruck von den ungeheuren Menschenmassen aus den verschiedenen Ländern wieder, die sich an der Mainmündung einfanden. Die Verausgabung von großen Summen auf dem Hoffest durch Kaiser und Fürsten war keine nutzlose Verschwendung, sondern galt dem Erwerb von Ruhm und Ehre sowie der höfischen Selbstdarstellung und Repräsentation. Die Anwesenheit so vieler Reichsfürsten erhöhte aber auch die Konkurrenz untereinander um ihren beanspruchten Rang in der Öffentlichkeit. Am ersten Pfingsttag entstand ein Rangkonflikt zwischen dem Kölner Erzbischof Philipp und dem Abt Konrad von Fulda um den linken Platz neben dem Kaiser. Die Sitzordnung besaß für die Visualisierung der Rangordnung im Reich große Bedeutung. Barbarossa bat Philipp daraufhin mit Rücksicht auf den friedlichen Verlauf des Festes nachzugeben. Philipp musste damit auf die Position des zweitwürdigsten Reichsfürsten nach dem zur Rechten sitzenden Mainzer Erzbischof öffentlich verzichten. Dadurch verschlechterte sich das kaiserliche Verhältnis zum Kölner Erzbischof Philipp. Auf dem Mainzer Hoffest war ebenfalls der frühere Doppelherzog Heinrich der Löwe anwesend. Sein Begnadigungsgesuch scheiterte jedoch an der fehlenden Zustimmung der Fürsten.

### Sechster Italienzug (1184)
Den sechsten Italienzug unternahm Barbarossa erstmals ohne Heer und vollzog einen Umritt durch die einst feindlichen Städte des Lombardenbundes. Im September 1184 besuchte er demonstrativ den bisherigen Hauptgegner Mailand. In Piacenza nahm er im Januar 1185 erstmals an einer Versammlung des Städtebundes teil. Auf dem Weg nach Piacenza warfen sich dem Kaiser bei Lodi Cremasken kreuztragend und fast nackt zu Boden, um sich über die Bedrückungen Cremonas zu beschweren. Sie wurden jedoch von den Cremonesen vertrieben. In aller Öffentlichkeit wurde Barbarossa mit der Rechtsprechung seine wichtigste Herrschaftspflicht genommen. Mit Hilfe von Mailand wurde Cremona im Juni 1186 unterworfen und verlor seine Hoheit über Crema. Die neue Bedeutung Mailands für den Kaiser zeigte sich auch bei der Verehelichung von Barbarossas Sohn Heinrich VI. mit Konstanze von Sizilien im Kloster S. Ambrogio am 27. Januar 1186. Konstanze war eine Tochter des ersten normannischen Königs Roger II. und die Tante des regierenden Königs Wilhelm II. Über die Vorgeschichte zum Heiratsbündnis ist nichts überliefert. Das Heiratsbündnis schuf die Möglichkeit einer Vereinigung des Imperiums mit dem Normannenreich (unio regni ad imperium). Für den Normannenkönig brachte die Ehe seiner Tante einen erheblichen Prestigegewinn. Die Eheschließung belastete jedoch erneut das Verhältnis von Kaiser und Papsttum, da Papst Urban III. Konsequenzen für die päpstliche Lehnshoheit über das normannische Königreich befürchtete. Die Gegensätze zwischen Kaiser und Papst verschärften sich durch das im Frühjahr 1183 ausgebrochene Schisma auf dem Trierer erzbischöflichen Stuhl, als Urban III. im Mai 1186 mit Rudolf von Wied den kaiserlichen Kandidaten absetzte und dessen Gegner Folmar weihte.

### Kreuzzug und Tod (1190)

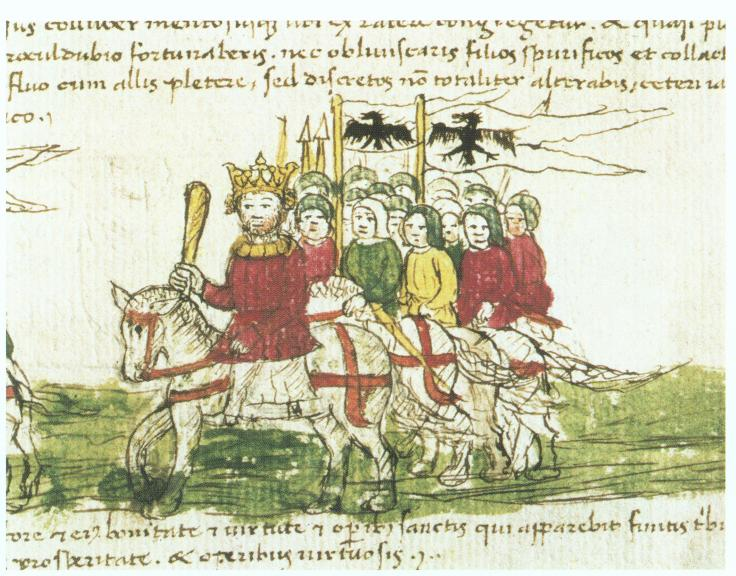
Barbarossa auf dem dritten Kreuzzug. Buchmalerei in einer Handschrift der Biblioteca Nazionale Marciana, Venedig

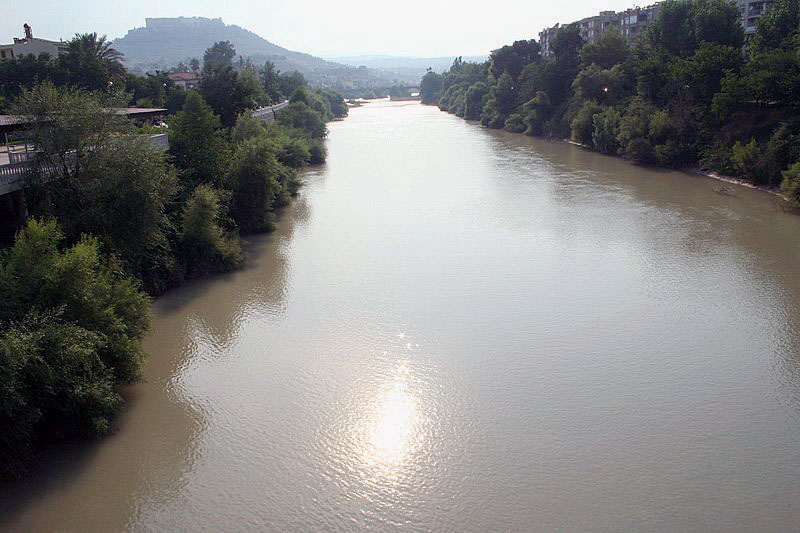
Der Saleph, der heute Göksu heißt.

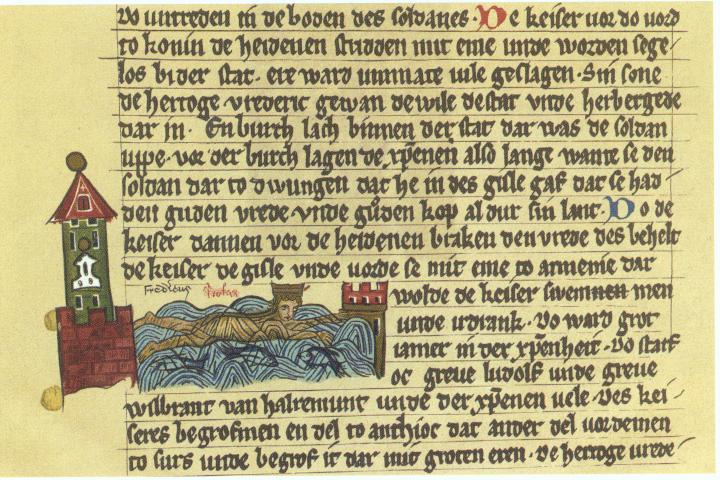
Barbarossa ertrinkt im Saleph. Der anonyme Autor begründet Barbarossas Tod mit der Absicht, swemmen (baden) zu wollen, und lässt ihn daher unbekleidet ertrinken (erdrank). Darstellung in der sächsischen Weltchronik um 1280, Forschungs- und Landesbibliothek Gotha.

Im letzten Jahrzehnt seiner Herrschaft konzentrierte sich Barbarossas Wirkungsbereich auf Rhein- und Ostfranken, Schwaben, Elsass und den bayerischen Nordgau. Nach der Niederlage des Königs von Jerusalem gegen Saladin am 4. Juli 1187 in der Schlacht bei Hattin und der Einnahme Jerusalems am 2. Oktober 1187 rief Papst Gregor VIII. am 29. Oktober 1187 zum Kreuzzug auf. Kaiser und Papst verpflichteten sich zu einträchtiger Zusammenarbeit. So investierte der Papst bei der Besetzung des Trierer Bistums mit Johann I. den bisherigen Kanzler Friedrichs und ließ den von ihm favorisierten Folmar von Karden fallen. Am 27. März 1188 ließ Barbarossa auf einem Hoftag in Mainz den Kreuzzug beschwören. Nach damaliger Vorstellung konnte man mit seiner Teilnahme am Kreuzzug die vollständige Vergebung aller Sünden erlangen und Ruhm im Kampf für den Glauben erwerben. Für den Kreuzzug war der Frieden im Reich notwendige Voraussetzung. Im Konflikt zwischen dem aus England zurückgekehrten Heinrich dem Löwen und seinem Nachfolger im sächsischen Herzogtum wurde auf einem Hoftag in Goslar entschieden, dass Heinrich abermals für drei Jahre ins Exil gehen muss. Am 11. Mai 1189 brach Barbarossa von Regensburg als einziger europäischer Herrscher zu einem zweiten Kreuzzug auf. Sein Heer war mit etwa 15.000 Teilnehmern das größte, das je zu einem Kreuzzug aufbrach. Über Bayern, Wien und das Königreich Ungarn erreichte das Heer byzantinisches Gebiet. Byzanz sah in dem Kreuzfahrerheer eine Bedrohung, die Bewohner Adrianopels flohen aus der Stadt, die Kreuzfahrer plünderten Thrakien. Kaiser Isaak II. gestand Friedrich den Titel „Kaiser des alten Rom“ zu, um eine Annäherung zu erreichen. Nach zähen, zunächst gescheiterten Verhandlungen bot er 70 Lastschiffe und 150 Schiffe für die Überfahrt des Heeres nach Kleinasien an, dazu 15 Galeeren. Nach weiteren Konfrontationen brach das Heer Anfang März nach 14 Wochen Aufenthalt auf, drei Wochen später setzte es nach Asien über. Schon hinter Philadelphia kam es zu ersten Kämpfen mit Turkmenen. Kılıç Arslan II., der Sultan von Konya, knüpfte Verhandlungen an und versprach einen friedlichen Durchzug. Doch hatte er sein Reich unter elf Söhnen aufgeteilt, von denen ihm sein ältester Sohn Kutheddin nicht folgte und die Kreuzfahrer bekämpfte. Nachdem sein Heer Konya geplündert hatte, siegte Friedrich in der Schlacht bei Iconium (Iconium ist der lateinische Name Konyas). Ende Mai erreichte das Heer das christliche Königreich Kleinarmenien und schließlich den Fluss Saleph (Göksu bei Silifke) in der heutigen Südosttürkei. Dort ertrank Barbarossa am 10. Juni 1190.
Barbarossas Eingeweide wurden in Tarsos beigesetzt. Das Fleisch wurde entsprechend dem Verfahren des „Mos teutonicus“ durch Kochen von den Knochen abgelöst und Anfang Juli in Antiochia beigesetzt. Seine Gebeine fanden ihre Ruhestätte möglicherweise in der Kathedrale von Tyrus, die heute nur noch als archäologisches Ausgrabungsfeld existiert. Barbarossa ist der einzige Herrscher des Mittelalters, dessen Grablege bis heute unbekannt ist. Nach der Rückkehr der Kreuzfahrer entstanden die unterschiedlichsten Nachrichten über Barbarossas Tod. Bereits die Zeitgenossen wussten nicht, ob der Kaiser den Fluss schwimmend oder zu Pferde überqueren wollte, ob er allein oder in Begleitung schwamm, ob er nur ein Erfrischungsbad nehmen oder an das andere Ufer gelangen wollte, ob er überhaupt im Wasser oder erst am Ufer starb. In der ab 1225 erstellten Sächsischen Weltchronik wird berichtet, er habe nach dem Mittagessen zur Abkühlung ein Bad nehmen wollen und sei dabei ertrunken; träfe dies zu, käme auch ein Herzinfarkt als Todesursache in Frage.
Der Übergang der Herrschaft auf Heinrich VI. verlief reibungslos. Heinrich war bereits als dreijähriges Kind zum König gewählt worden. Erstmals seit 1056 stand damit ein allgemein akzeptierter Nachfolger bereit.

## Das Barbarossa-Bild der Nachwelt

### Beurteilung im Mittelalter

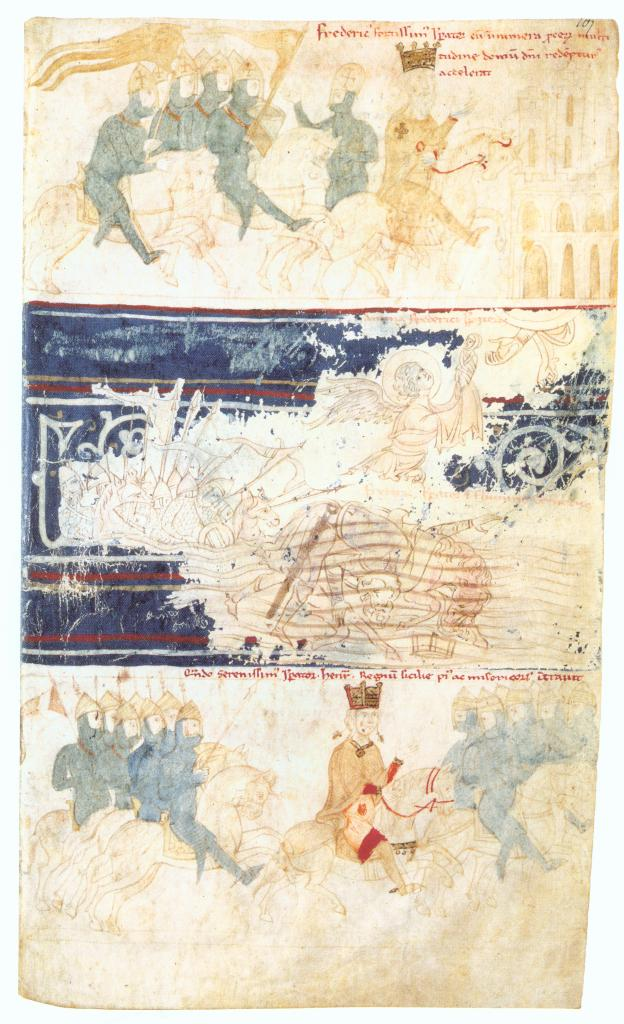
Obere Darstellung: Aufbruch Friedrich Barbarossas, gekennzeichnet durch Krone und Kreuz auf seinem Mantel, als Anführer des Kreuzzugsheeres auf dem Weg ins Heilige Land. Mitte: Barbarossa stirbt bei einer Flussüberquerung im Saleph, indem er vom Pferd stürzt und in den Fluten ertrinkt (1190). Die Seele des Kaisers wird von einem Engel als gewickeltes Kind in den Himmel gehoben und der Hand Gottes übergeben. Unten: Barbarossas Sohn Heinrich VI. beim Einzug 1191 in das Königreich Sizilien. Liber ad honorem Augusti sive de rebus Siculis von Petrus de Ebulo zwischen 1194 und 1197, Bern, Burgerbibliothek, Codex 120. II, fol. 107r.

In der historiographischen Überlieferung vollzog sich ein Wandel der Leitbilder und Normen. Neben traditionellen christlichen Normvorstellungen (clementia, misericordia, humilitas) trat in der stauferfreundlichen Geschichtsschreibung das sich im 12. Jahrhundert ausbildende ritterliche Herrscherideal stärker hervor. In den Kämpfen Barbarossas mit den italienischen Städten werden die heldenhafte Tapferkeit und die überlegene Kampfkraft des Herrschers als ritterlicher Held demonstriert. Die gegnerischen italienischen Städte werden als hochmütig (superbia) beurteilt und als Gegenpart zu dem im göttlichen Auftrag kämpfenden Herrscher Barbarossa porträtiert. Die Städte scheinen sich als Gegner des Kaisers gegen die gottgewollte Ordnung zu erheben und Barbarossa ist der „Vollzieher“ der göttlichen Rache. Auf der Gegenseite wird Barbarossa in der italienischen Stadtgeschichtsschreibung der Treulosigkeit, Bestechlichkeit und Parteilichkeit bezichtigt. Für den italienischen Rhetor Boncompagno da Signa war Barbarossas ruhmloser Tod die verdiente Strafe Gottes für die Kriege gegen die italienischen Städte. Die Grausamkeit der Kriege führte aber auch dazu, dass erstmals der aus dem antiken Rom stammende Begriff furor teutonicus (teutonische Wut) nach fast völliger Vergessenheit wieder in der Geschichtsschreibung auftauchte.
Die Chronik des Bischofs Otto von Freising gilt als Höhepunkt mittelalterlicher Weltchronistik. Der Freisinger Bischof gehörte bis zu seinem Tod nicht zu den engsten Vertrauten des Königs. Otto erhoffte sich durch sein Geschichtswerk über „die Taten Friedrichs“ (Gesta Frederici) königliche Unterstützung für die Freisinger Kirche. Mit Barbarossas Herrschaft sah Otto eine neue Zeit anbrechen. Nach Ottos Tod 1158 führte sein Freisinger Kapellan, Notar und Privatsekretär Rahewin das Werk fort und schloss es vor Ende Juli 1160 ab.
Neben den Auseinandersetzungen mit den italienischen Städten prägte der Konflikt zwischen Kaiser und Papst das Bild Barbarossas in der Historiographie. Das Papstschisma wurde bei dem in den 1180er Jahren entstandenen panegyrischen Heldengedicht Ligurinus weitgehend ausgeblendet. Sein Autor Gunter stand offenbar in enger Beziehung zur kaiserlichen Familie und konzipierte sein Werk für den staufischen Herrscherhof. Ebenfalls schilderte der Dichter des Carmen de gestis Frederici I. imperatoris in Lombardia das Verhältnis von Kaiser und Papst als harmonisch und verheimlichte das Schisma.
Die wachsende Distanz Barbarossas zum Kölner Erzbischof wird in der Kölner Königschronik deutlich. In ihr wird bis zum Jahr 1174 der Aufschwung des Reiches unter Barbarossa beschrieben und die kaiserliche Autorität gerühmt. Mitte der 1180er Jahre wurde die Chronik von einem anderen Verfasser unter veränderter Konzeption fortgesetzt. Es ging nun um Kölner Bistums- und Herrschaftsgeschichte.
Barbarossas zweiter Kreuzzug, der Dritte Kreuzzug nach üblicher Zählung, erschien in zeitgenössischer Sicht als unheilvoll und unwürdig. Sein ruhmloser Tod erfuhr jedoch schon bald eine Umdeutung: als kaiserlicher Kreuzritter im Kampf gegen die Heiden an der Spitze.

### Rezeption

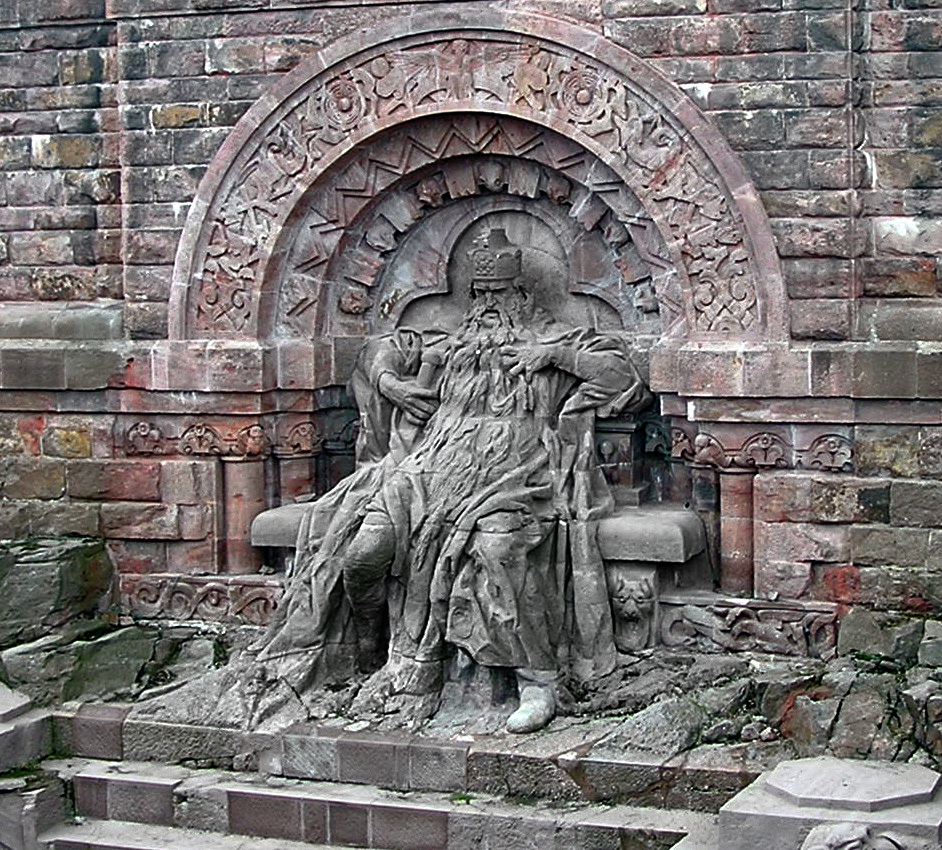
Kaiser Friedrich I. Barbarossa erwacht aus seinem jahrhundertelangen Schlaf, Kyffhäuserdenkmal, eingeweiht 1896. Die Plastik Barbarossas des Bildhauers Nikolaus Geiger wird durch eine Reiterfigur Wilhelms I. überragt. Die Botschaft des Denkmals war eindeutig: Der Staufer war nicht wieder zurückgekehrt, sondern durch einen besseren Nachfolger ersetzt worden.

In der Erinnerung war zunächst Friedrich II. bedeutsamer als sein Großvater Friedrich I. Barbarossa. Der Kaiser werde am Ende der Zeiten zurückkommen und Reich und Kirche erneuern. Zum Ende des Mittelalters wurde diese Vorstellung allmählich von den Humanisten auf Friedrich I. Barbarossa übertragen, denn Friedrich II. verbrachte mit 28 von 39 Herrschaftsjahren die meiste Zeit in Italien und konnte daher kein geeigneter Repräsentant Deutschlands sein. Im Volksbuch von Kaiser Friedrich Barbarossa 1519 eroberte Barbarossa entgegen den historischen Tatsachen Jerusalem und starb nicht im Saleph, sondern ging nur verloren und kehrte nach einiger Zeit zurück.
Barbarossa entwickelte sich im 19. Jahrhundert nach der Auflösung des Heiligen Römischen Reiches 1806, den Befreiungskriegen gegen Napoleon 1813/14 und der „Kleinstaaterei“ Deutschlands zum Bezugspunkt des nationalen Macht- und Einheitsgedankens. Diese Rolle fiel Barbarossa nicht zuletzt durch den Umstand zu, dass dieser Kaiser im Reich keine Grabstätte hatte. Barbarossa wurde zum schlafenden, aber wiederkehrenden Kaiser im Kyffhäuser und damit zur erhofften Symbolfigur der nationalen Sehnsüchte der Deutschen. Durch die Sagensammlung der Brüder Grimm Friedrich Rotbart im Kyffhäuser aus dem Jahr 1816 und das Gedicht Barbarossa von Friedrich Rückert von 1817 wurde die Kyffhäusersage für ein größeres Publikum erschlossen. Julius Schnorr von Carolsfeld malte 1832 den Tod Barbarossas als Folge eines Badeunfalls; sein Werk erinnert an das Bild Grablegung Christi von Raffael. Damit konnte Barbarossas Tod mit dem Tod eines nationalen Erlösers verglichen werden. Im 19. Jahrhundert wurde Barbarossas Fußfall vor Heinrich dem Löwen ein häufig auftauchendes Motiv in der Historienmalerei. Die Szene inspirierte in der Historienmalerei Hermann Wislicenus, Wilhelm Trautschold und Philipp von Foltz. Am Fußfall des Kaisers in Chiavenna ließ sich das Scheitern der mittelalterlichen Zentralgewalt und die Kontroverse über die kaiserliche Italienpolitik als Bestandteil kleindeutscher oder großdeutscher Debatten über die nationale Frage anschaulich illustrieren.
Durch die Gründung des Deutschen Kaiserreichs 1871 mit einem Hohenzollernkaisertum an der Spitze wurde nach damaliger Vorstellung das mittelalterliche Reich wieder aufgerichtet. Mit Kaiser Wilhelm I. „Barbablanca“ (Weißbart) sei Friedrich Barbarossa (Rotbart) endlich wiedererstanden. Der Hohenzollerkaiser vollendete mit der Reichsgründung, was der Staufer Barbarossa im 12. Jahrhundert begann. 1875 wollte der Münchener Professor Johann Nepomuk Sepp mit der erfolgreichen „Zurückführung der Überreste des alten Barbarossa“ „die deutsche Nation in heilige Begeisterung setzen“. Für dieses Projekt gewann er Otto von Bismarck. Sepp und mit ihm Hans Prutz, der Verfasser der ersten wissenschaftlichen Biografie Barbarossas, reisten auf Kosten des Reichskanzleramtes per Schiff in den Orient, jedoch blieb die „Meerfahrt nach Tyrus“ erfolglos. Mit der Einweihung des Kyffhäuserdenkmals 1896 erreichte die Barbarossaverehrung als Nationalmythos einen Höhepunkt. Der Mythos Barbarossa überstand die politischen Einschnitte 1918 und 1933 unbeschadet. Im Nationalsozialismus musste Barbarossa für die aggressive Ostpolitik herhalten. Adolf Hitler nannte den Angriffskrieg gegen Russland im Juni 1941 „Unternehmen Barbarossa“. Erst 1945 endete der Nationalmythos Barbarossas. In der Folgezeit setzte eine Regionalisierung und Entpolitisierung seiner Person ein. Seitdem bezeichnen sich Sinzig, Kaiserslautern, Gelnhausen, Altenburg und Bad Frankenhausen/Kyffhäuser als Barbarossastadt und es gibt eine Touristikregion Stauferland.
In Italien verlief die politische und nationale Entwicklung ähnlich wie in Deutschland. Die Konflikte Barbarossas mit den italienischen Kommunen wurden in nationale Geschichtsbilder eingebettet. In der Epoche des Risorgimento stand in Italien auch das Ringen um eine nationale Einigung im Vordergrund. Die Stadt erschien als wichtige Vorbedingung der modernen Welt und vor allem der Demokratie. Die Kämpfe zwischen Barbarossa und den oberitalienischen Kommunen wurden als Konflikt zwischen Demokratie und Monarchie verklärt. Der national motivierte Freiheitskampf städtischer Bürger gegen einen tyrannischen Fremdherrscher galt als ein Vorläufer im Kampf, sich der deutschen Kaiserherrschaft der Habsburger zu entledigen. Die Niederlage Barbarossas bei Legnano wurde im italienischen Geschichtsbewusstsein zum Sinnbild von nationaler Selbstbestimmung gegen Fremdherrschaft. In Mailand gilt Barbarossa bis heute als Symbol einer drückenden Fremdherrschaft. Neben staufischen Feindbildern gibt es in der Lombardei aber auch eine sehr positive Erinnerungskultur an Barbarossa. In kaiserfreundlichen Kommunen wie Como, Lodi und Pavia gilt der Staufer als Förderer der eigenen Stadtentwicklung. Der staufische Herrschaftsanspruch gab ihnen die Möglichkeit, sich gegenüber dem mächtigen Mailand kommunale Autonomie zu sichern. Als Reaktion auf das 2008 gefeierte 850. Jubiläumsjahr ihrer Gründung wurde in Lodi Ende 2009 ein Barbarossa-Reiterdenkmal eingeweiht.
Eine moderne Rezeption ist der Historienroman Baudolino aus dem Jahr 2000 von Umberto Eco und der 2009 von Renzo Martinelli gedrehte Film Barbarossa.

### Geschichtsbilder und Forschungsperspektiven

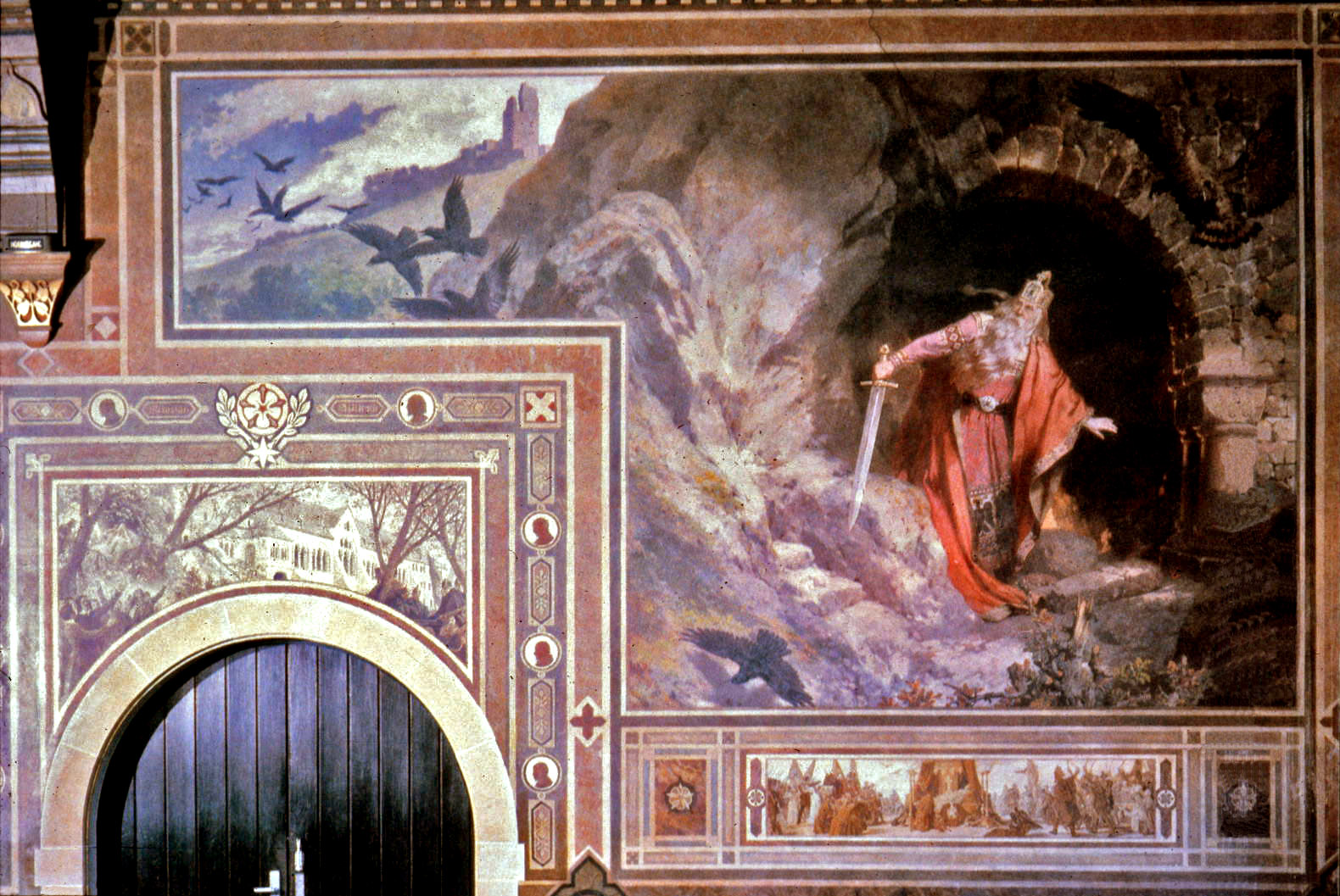
Wandgemälde im Bilderzyklus der Kaiserpfalz Goslar (1896): Die Blickrichtung Barbarossa geht in die Mitte des Bildes zu Wilhelm I., der von seinen mittelalterlichen Vorgängern umgeben ist, und ihn als Vollender des Kaisertums zeigt.

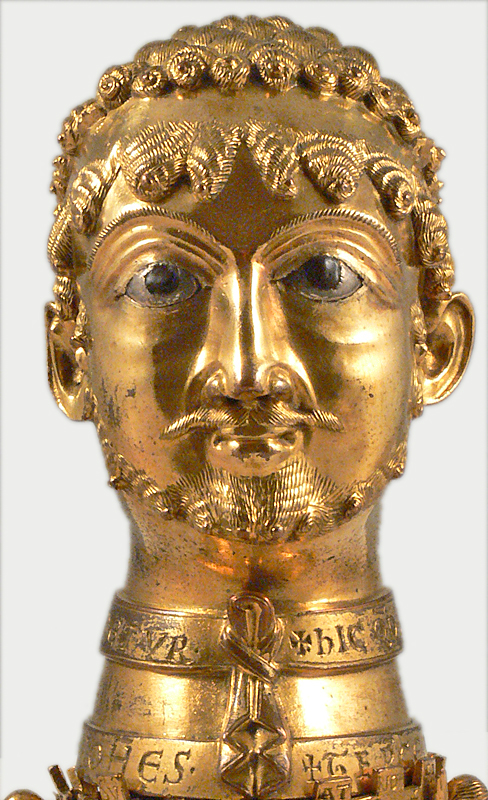
Der Cappenberger Kopf wurde wahrscheinlich um 1160 gefertigt. Er wird von Engeln getragen, die auf einem achteckigen Zinnenkranz knien. Noch zu Lebzeiten Barbarossas kam die Büste in den Besitz des Stiftes Cappenberg. Graf Otto von Cappenberg war Taufpate Barbarossas. Der Kopf wurde lange Zeit als Porträtkopf Kaiser Friedrich Barbarossas gedeutet.

Die Historiker des 19. Jahrhunderts fragten nach den Gründen für die verspätete Entstehung des deutschen Nationalstaats. Sie suchten im Mittelalter nach den Gründen für dieses Geschehen und insbesondere nach den Ursachen für die Schwäche des Königtums. Die national gestimmten Historiker beschrieben die Geschichte des mittelalterlichen deutschen Reiches unter dem Gesichtspunkt der Macht. Die mittelalterlichen Könige und Kaiser wurden als frühe Repräsentanten einer auch für die Gegenwart ersehnten starken monarchischen Gewalt angesehen. Das Urteil über einzelne Herrscher orientierte sich an Modernisierungstendenzen, deren Ziel der moderne Staat und seine Verfassung mit einer starken monarchischen Zentralgewalt war. Die Fürsten mit ihren egoistischen Partikularinteressen und das machtversessene Papsttum mit seinem Streben nach Vorrangstellung über die weltlichen Herrscher galten für die nationalliberalen Historiker als „Totengräber“ der Kaisermacht. Ganz entscheidend wurde das historische Urteil von der Frage bestimmt, ob einzelne Könige gegenüber den beiden Gewalten die Machtbasis zu bewahren und zu steigern verstanden oder ob sie zum Niedergang der Zentralgewalt beigetragen haben.
Unter dieser Perspektive kam Barbarossa eine entscheidende Rolle zu. In seinem 5. Band der 1880 erschienenen „Geschichte der deutschen Kaiserzeit“ hob Wilhelm von Giesebrecht die Bedeutung des Staufers „für unsere nationale Entwicklung“ hervor. Nach diesem Geschichtsbild habe die politische Aufgabe Barbarossa vornehmlich in der Stärkung der monarchischen Zentralgewalt bestanden. Der mittelalterliche Herrscher wurde in der historischen Meistererzählung zu einem „kühl kalkulierenden Kabinettpolitiker“, der im Reich so verfährt, als ob er gewusst und gewollt hätte, dass es einmal der spätere deutsche Nationalstaat sein werde. Sein jahrzehntelanger Kampf gegen Papst Alexander III. galt als Nachweis für sein Bestreben, eine starke monarchische Gewalt gegenüber dem päpstlichen Überordnungsanspruch zu bewahren. Der von Barbarossa lange betriebene Sturz Heinrichs des Löwen und die Zerschlagung seiner beiden Herzogtümer wurden aus einem Dualismus zwischen Kaiser und Fürst erklärt. Heinrichs Sturz galt zugleich als Gipfel- und Wendepunkt im staufisch-welfischen Konflikt. Die Italienzüge wurden durch die Erschließung finanzieller Mittel für das Königtum im wirtschaftlich weiter entwickelten und wohlhabenderen südlichen Reichsteil gerechtfertigt. Die Gegenmeinung deutete die Italienzüge als die Ursache für die Zersplitterung Deutschlands und sah die jahrelangen Konflikte mit dem Papst und den oberitalienischen Städten als hinderlich für die nationale Einigung im Norden an. Im daran anschließenden Sybel-Ficker-Streit wurde über Vor- und Nachteile der Italienpolitik für die deutsche Nation gestritten und die mittelalterlichen Kaiser wurden danach beurteilt, ob ihr Verhalten die nationale Entwicklung späterer Zeit gefördert oder gehemmt hätte. Den Hintergrund bildete die damals aktuelle Kontroverse über die Gestaltung eines deutschen Nationalstaats, in der kleindeutsche und großdeutsche Lösungsvorschläge einander gegenüberstanden.
Erst nach 1945 veränderte sich das Geschichtsbild von Barbarossa. Die Mediävistik kam zu realistischeren Vorstellungen über die politische und soziale Wirklichkeit und in den folgenden Jahrzehnten zu neuen Einsichten über die Funktionsweise mittelalterlicher Staatlichkeit und Königsherrschaft, die personalen Bindungen, die symbolische Kommunikation und die konsensuale Herrschaft. Im Jahr 1977 rückte die Stuttgarter Staufer-Ausstellung Barbarossa in abendländische Bezüge. Sein Kaisertum aus schwäbischen Wurzeln wurde als Erfüllung höfischer Kultur in europäischer Weite gefeiert. Die Stuttgarter Stauferaustellung manifestierte auch den Cappenberger Kopf als Porträtbildnis des Kaisers im deutschen Bildgedächtnis. Seit den 1980er Jahren wurden von Gerd Althoff die symbolischen Verhaltensweisen nicht mehr nur als anekdotische Ausschmückung in den Quellen gedeutet, sondern als wichtige Aussagen über die Funktionsweise der mittelalterlichen Königsherrschaft.
Anlässlich seines 800. Todesjahrs 1990 widmete der Konstanzer Arbeitskreis für mittelalterliche Geschichte ihm eine Doppeltagung. Dabei standen die „Handlungsspielräume und Wirkungsweisen“ des Kaisers im Blickpunkt. In der 1990 erstmals erschienenen und bis heute mehrfach aufgelegten Biografie von Ferdinand Opll wird Barbarossa weder als Staatsmann noch als Reaktionär verstanden. Werner Hechberger konnte 1996 nachweisen, dass der staufisch-welfische Gegensatz, der lange für das 12. Jahrhundert als die grundlegende politische Konstellation betrachtet wurde, keine zeitgenössische politische Koordinate, sondern ein modernes Forschungskonstrukt war. Dadurch entwickelten sich neue Perspektiven auf das Ausmaß welfischer Unterstützung bei Barbarossas Herrschaftsantritt und das Verhältnis zwischen Barbarossa und Heinrich dem Löwen. Der Sturz des Löwen wird nicht mehr als ein von Barbarossa zielstrebig verfolgter Plan eingeordnet. Die jüngere Forschung betont bei Heinrichs Sturz vielmehr die Teilhabe der Fürsten an der Königsherrschaft, die „zum selbstverständlich praktizierten konsensualen Entscheidungsgefüge“ gehörte. Barbarossa wird beim Sturz des Löwen nicht mehr als „Jäger des Löwen“, sondern vielmehr als „Getriebener der Fürsten“ charakterisiert. Mit dem Begriff der „konsensualen Herrschaft“ wird aber auch Barbarossas Königsherrschaft grundsätzlich charakterisiert. Die Suche nach dem Konsens und das enge Zusammenarbeiten mit den Großen ist für die Forschung ein zentrales Merkmal seiner Herrschaftsausübung, weshalb er auch als „Fürstenkönig“ bezeichnet wurde.
Zu Beginn des 21. Jahrhunderts gewannen „Ehre“ und „Treue“ in einem epochenspezifischen Sinne als Motive für Herrschaftspraxis und Politik Barbarossas eine große Rolle. Knut Görich versteht Ehre dabei nicht als moralischen Wert, sondern als „die rein äußerlich gezeigte Ehre einer öffentlich gezeigten Anerkennung von Rang und Herrschaft des Kaisers.“ Er sah in der „unbedingten Wahrung“ des „honor imperii“ (Ehre des Reiches) eine wesentliche „handlungsleitende Vorstellung“. Mit der Verteidigung, Wahrung und Demonstration des honor imperii versuchte er die politischen Einstellungen und Handlungsweisen des Kaisers zu begründen. Als Ursache für politische Konflikte gelten nicht mehr große politische Ideen und Konzeptionen, sondern gegenläufige Ansprüche auf Status und Ehre in einer ranggeordneten Gesellschaft. Im Jahr 2011 lieferte Görich mit einer umfassenden Biografie eine Synthese des derzeitigen Forschungsstandes. Danach war „Barbarossas Handeln vom Habitus des mittelalterlichen Kriegeradels bestimmt, in dem Ehre, Gewalt und das Bedürfnis nach rühmendem Andenken ganz nahe beieinander lagen“. Er war also in den Konflikten mit dem Papst und den italienischen Städten uns heute fremd erscheinenden „Handlungserwartungen und Handlungszwängen ausgesetzt“. Zum 900. Geburtstag Barbarossas widmete ihm das LWL-Museum für Kunst und Kultur in Münster eine große internationale Sonderausstellung, die vom 28. Oktober 2022 bis 5. Februar 2023 zu sehen war. Die Ausstellung entwirft ein Bild von Barbarossa, das ihn als Netzwerker und Moderator der an ihn gerichteten Erwartungen und weniger als souveränen Alleinherrscher zeigt. Die jüngste Forschung befasste sich eingehend mit dem Cappenberger Kopf, der lange Zeit als Porträtkopf Kaiser Friedrich Barbarossas angesehen wurde. Der Kopf ist vielmehr aus der persönlichen Johannes-Verehrung seines Stifters Ottos von Cappenberg heraus entstanden und steht daher im Zusammenhang mit der frühen Geschichte des Stiftes Cappenberg.